# Réseau de bus de Saint-Quentin-en-Yvelines
Le réseau de bus de Saint-Quentin-en-Yvelines est un réseau de transports en commun par autobus circulant en Île-de-France, organisé par l'autorité organisatrice Île-de-France Mobilités et l'intercommunalité Saint-Quentin-en-Yvelines. Il est exploité par le groupe Compagnie française des transports régionaux (CFTR) à travers la société Francilité Saint-Quentin-en-Yvelines, naissant d'un groupement de la SAVAC et du Groupe Lacroix, depuis le 1er janvier 2023.
Il se compose de 51 lignes qui desservent principalement le bassin de vie de Saint-Quentin-en-Yvelines.

## Histoire
Avec l'apparition des premières lignes ferroviaires au 19e siècle dans le secteur de la ville nouvelle de Saint-Quentin-en-Yvelines, les premières lignes de transport routier voient le jour dans les années 1920 avec les lignes suivantes :
- une ligne reliant Chevreuse à la gare de Versailles-Rive-Gauche via Voisins-le-Bretonneux et Guyancourt est créée par M.Lebon. Une desserte similaire verra le jour par MM. Lefort et Lelièvre peu de temps après ;
- une ligne reliant Les Mesnuls à Versailles par les communes de Trappes et Élancourt est également créée par M. Fleury ;
- une ligne reliant Rambouillet à Versailles en empruntant la RN 10 est mise en service en 1928 par Louis Perrier ;
- une ligne reliant Jouars-Pontchartrain à Versailles via Plaisir et Bois-d'Arcy voit le jour par la Compagnie nationale de transports automobiles, Natiauto.

Au début des années 1930, les constructeurs automobiles Citroën et Renault lancent progressivement leurs propres lignes d'autobus à destination de Dreux, Senonches, Verneuil-sur-Avre et Alençon via les communes de Trappes et Élancourt ou Bois-d'Arcy. À la suite du décret-loi du 19 avril 1934, certaines lignes desservant la future ville nouvelle se trouvent modifiées. Ainsi, la ligne exploitée par Louis Perrier se trouve amputée du tronçon entre Rambouillet et La Verrière.
Au cours de l'année 1938, certaines lignes changent d'exploitants :
- Joseph Hourtoule reprend à la Natiauto la ligne reliant Jouars-Pontchartrain à Versailles qui la prolonge jusqu'à Neauphle-le-Château ;
- Louis Gaubert rachète quant à lui la ligne des Mesnuls à Versailles à M. Fleury ;
- Lucienne Perrier, épouse de Louis Perrier, acquiert une ligne reliant Trappes à Élancourt auprès d'Alfred Antoine.

Au cours des années 1950, les Cars Perrier reprennent à M. Massebeuf une ligne reliant La Verrière au Mesnil-Saint-Denis.
Au début des années 1970, la ville nouvelle est desservie par les lignes suivantes.
| Ligne | Terminus                                                                           | Exploitant     |
| ----- | ---------------------------------------------------------------------------------- | -------------- |
| 22.05 | Versailles ↔ Trappes ↔ Élancourt ↔ Les Mesnuls                                     | Cars Gaubert   |
| 27.01 | Versailles ↔ Bois-d'Arcy ↔ Plaisir ↔ Thoiry                                        | Cars Hourtoule |
| 36.01 | Versailles ↔ Montigny-le-Bretonneux ↔ Trappes ↔ Élancourt / Maurepas / La Verrière | Cars Perrier   |

Après l'apparition d'un premier réseau en 1974 sur les communes d'Élancourt, La Verrière et Maurepas, le réseau de la ville nouvelle est officiellement lancé le 17 novembre 1975 et compte à l'époque six lignes. Le réseau continue de s'accroître au cours des deux décennies suivantes avant d'atteindre sa morphologie actuelle au début des années 2000. Au début des années 2010, le réseau fait l'objet de trois importantes modifications avant la mise en place d'une grande restructuration prévue pour septembre 2018.

## Développement du réseau

### L'ère RATP
À l'instar des autres villes nouvelles de la région parisienne, une convention est signée entre l'Établissement public d'aménagement de la ville nouvelle de Saint-Quentin-en-Yvelines et la RATP le 12 novembre 1972 afin que cette dernière apporte une assistance technique pour l'élaboration d'un réseau sur les communes d'Élancourt, La Verrière et Maurepas. Le 18 novembre 1974, un premier réseau voit le jour, composé de quatre lignes au départ de la gare de La Verrière. L'exploitation de ces lignes est confiée aux cars Perrier.
| Ligne    | Terminus                                                   |
| -------- | ---------------------------------------------------------- |
| 11       | Gare de La Verrière ↔ Élancourt — Village                  |
| 11 barré | Gare de La Verrière ↔ Élancourt — Nouveaux Horizons        |
| 12       | Gare de La Verrière ↔ Maurepas — Le Bois                   |
| 13       | Gare de La Verrière ↔ Maurepas — Village                   |
| 14       | Gare de La Verrière ↔ Élancourt — France-Comté - Bourgogne |

Le 17 novembre 1975, à la suite de l'extension du réseau sur les communes de Coignières, Trappes et Bois-d'Arcy, le réseau est renuméroté dans la série 400 réservée aux lignes affrétées de la RATP. De ce fait, la ligne 11 barré est supprimée, la ligne 12 est prend l'indice 411B et les lignes 415 et 416 voient le jour.
| Ligne | Terminus                                                           |
| ----- | ------------------------------------------------------------------ |
| 411A  | Gare de La Verrière ↔ Élancourt — Village                          |
| 411B  | Coignières — Les Écoles ↔ Gare de La Verrière ↔ Maurepas — Le Bois |
| 413   | Gare de La Verrière ↔ Maurepas — Village                           |
| 414   | Gare de La Verrière ↔ Élancourt — France-Comté - Bourgogne         |
| 415   | La Verrière — Mairie ↔ Bois-d'Arcy — Église                        |
| 416   | Maurepas — Centre Commercial ↔ Trappes — Zone Industrielle         |

Le réseau connaît une première restructuration le 17 janvier 1977 :
- la ligne 411B est limitée à l'arrêt La Villeparc à Maurepas ;
- la ligne 416 est prolongée jusqu'à la gare de La Verrière à la suite de la suppression de la ligne 414. De plus, la ligne 411B est déviée par le Bois de Maurepas afin de reprendre l'itinéraire abandonné par la ligne 411B ;
- la ligne 417A est créée entre la gare de Trappes et la zone industrielle des Gâtines à Plaisir ;
- la ligne 417B est créée, en remplacement de la ligne 36.01G des cars Perrier, entre la gare de Trappes et le square Jean-Cocteau à Trappes.

Le 7 février 1977, la ligne 418 voit le jour entre la gare de Saint-Quentin-en-Yvelines ou le centre commercial de Montigny-le-Bretonneux et Guyancourt — Allée de Versailles. Il s'agit de la première ligne exploitée par la SAVAC sur le réseau saint-quentinois.
Le réseau est à nouveau modifié le 13 novembre 1978 comme suit :
- la ligne 417A est modifiée et prolongée jusqu'à Élancourt — La Passerelle ;
- la ligne 417B est prolongée jusqu'à Plaisir en reprenant la desserte abandonnée par la ligne 417A ;
- la ligne 419 est créée entre la gare de Saint-Quentin-en-Yvelines et le quartier de Port-Royal à Voisins-le-Bretonneux.

Le 15 octobre 1979, le terminus de la mairie de La Verrière de la ligne 415 est reporté au Mesnil-Saint-Denis, au groupe scolaire Champmesnil.
Le 2 février 1981, la ligne 412 est créée entre la gare de La Verrière et la rue des Îles Glenan à Maurepas.
Le 15 septembre 1981, l'indice 414 est de nouveau utilisé pour une ligne reliant Montigny-le-Bretonneux - Le Château au parc d'activités de Bois-d'Arcy via la gare de Saint-Quentin-en-Yvelines. À cette même date, la ligne 419 est également prolongée jusqu'au parc d'activités de Bois-d'Arcy. La ligne 418 est également prolongée à l'identique de la ligne 419 le 21 septembre de la même année.
Le 30 août 1982, la ligne 417A est prolongée jusqu'à Maurepas — Les Pyramides.
Le 2 septembre 1985, la ligne 414 est prolongée jusqu'à la gare de Trappes. Durant ce même mois, la ligne 418N est créée entre la gare de Saint-Quentin-en-Yvelines et le parc d'activités de Montigny-le-Bretonneux afin de mieux desservir ce dernier.
Le 29 septembre 1986, la ligne 419 est limitée à la gare de Saint-Quentin-en-Yvelines. Le 17 novembre de la même année, la ligne 410 voit le jour entre la gare de Saint-Quentin-en-Yvelines et le quartier des Saules à Guyancourt.
Le 2 mars 1987, les lignes 412 et 413 quittent le réseau saint-quentinois et sont renumérotées respectivement 36.12 et 36.13 à la suite du départ de la commune de Maurepas de la ville nouvelle. Ces deux lignes restent toutefois exploitées par Les Cars Perrier.
Le 28 septembre 1987, la ligne 417A est prolongée jusqu'à la gare de La Verrière. Le 2 novembre de la même année, la ligne 463 est créée entre la gare de Saint-Quentin-en-Yvelines et la zone d'activités de Pissaloup à Trappes.
Le 14 décembre 1987, le réseau est modifié avec la création de la ligne 464 qui relie la gare de Saint-Quentin-en-Yvelines et la gare de Saint-Rémy-lès-Chevreuse. À cette même date, la ligne 410 est prolongée jusqu'à l'arrêt Les Sangliers à Guyancourt.
Le 31 octobre 1988, la ligne 461 est créée entre la gare de Saint-Quentin-en-Yvelines et l'avenue de la Grande Île à Voisins-le-Bretonneux. Cette dernière sera prolongée le 17 avril 1990 jusqu'à Villaroy Sud à Guyancourt.
Le 1er mars 1989, la ligne 465 est mise en service entre Élancourt — Le Bois Joli et Montigny-le-Bretonneux — Pas du Lac via la commune de Trappes en reprenant une partie des dessertes des lignes diurnes. Elle fonctionne du lundi au samedi en soirée de 20 h à 1 h. Elle sera cependant supprimée en juin 1993.
Le 25 septembre 1989, le réseau est modifié comme suit :
- la ligne 411B est supprimée ;
- la ligne 412 est de nouveau intégrée au réseau de la ville nouvelle avec un prolongement jusqu'à l'arrêt André Malraux à Maurepas. Celle-ci est exploitée en deux antennes : la ligne 412A qui dessert l'arrêt Normandie et la ligne 412B qui dessert le quartier des Petits Prés à Élancourt. De ce fait, la ligne 36.13 est supprimée ;
- la ligne 416 est prolongée jusqu'à la gare de Trappes et se trouve exploitée en deux antennes : la ligne 416A qui relie la gare de La Verrière à la gare de Trappes via la zone industrielle de Trappes et la ligne 416B qui relie Élancourt — Chapelle de la Villedieu et la zone industrielle de Trappes.

Au cours de l'année 1991, le réseau se trouve à nouveau modifié comme suit :
- le 18 mars, la ligne 410 est modifiée avec l'exploitation de celle-ci sous l'indice 410A. La ligne 410B est également créée en reliant les mêmes terminus mais en desservant le parc d'activités des Chênes à Guyancourt ;
- le 17 avril, la ligne 419 est prolongée jusqu'à l'arrêt Mérantais à Magny-les-Hameaux ;
- le 17 juin, la ligne 463 est prolongée jusqu'à l'arrêt 'Diderot à Élancourt.

Le 1er janvier 1992, les lignes 36.01 et 36.02 des cars Perrier sont intégrées au réseau de la ville nouvelle respectivement sous les indices 401B et 401A. Elles relient la gare de Saint-Quentin-en-Yvelines à la mairie de La Verrière pour cette première et la commune de Versailles à Maurepas pour cette dernière.
Le 1er avril 1992, la ligne 401F voit le jour afin de desservir France Miniature inauguré un an plus tôt au départ de la gare de Saint-Quentin-en-Yvelines.
Le 31 août 1992, la ligne 416B est supprimée et la ligne 416A redevient la ligne 416. Le 31 octobre de la même année, la ligne 419 est prolongée jusqu'à l'institut Franco-Japonais de Montigny-le-Bretonneux.
La 19 novembre 1992, la gestion et l'exploitation du réseau sont reprises par la société Sqybus créée quelques mois plus tôt mettant fin à la convention d'affrètement par la RATP. Cette dernière renforcera sa présence au sein du réseau en rachetant les Cars Perrier au cours de l'année 2005.

### Le réseau SQYBUS depuis les années 1990

#### Évolutions jusqu'en 2011

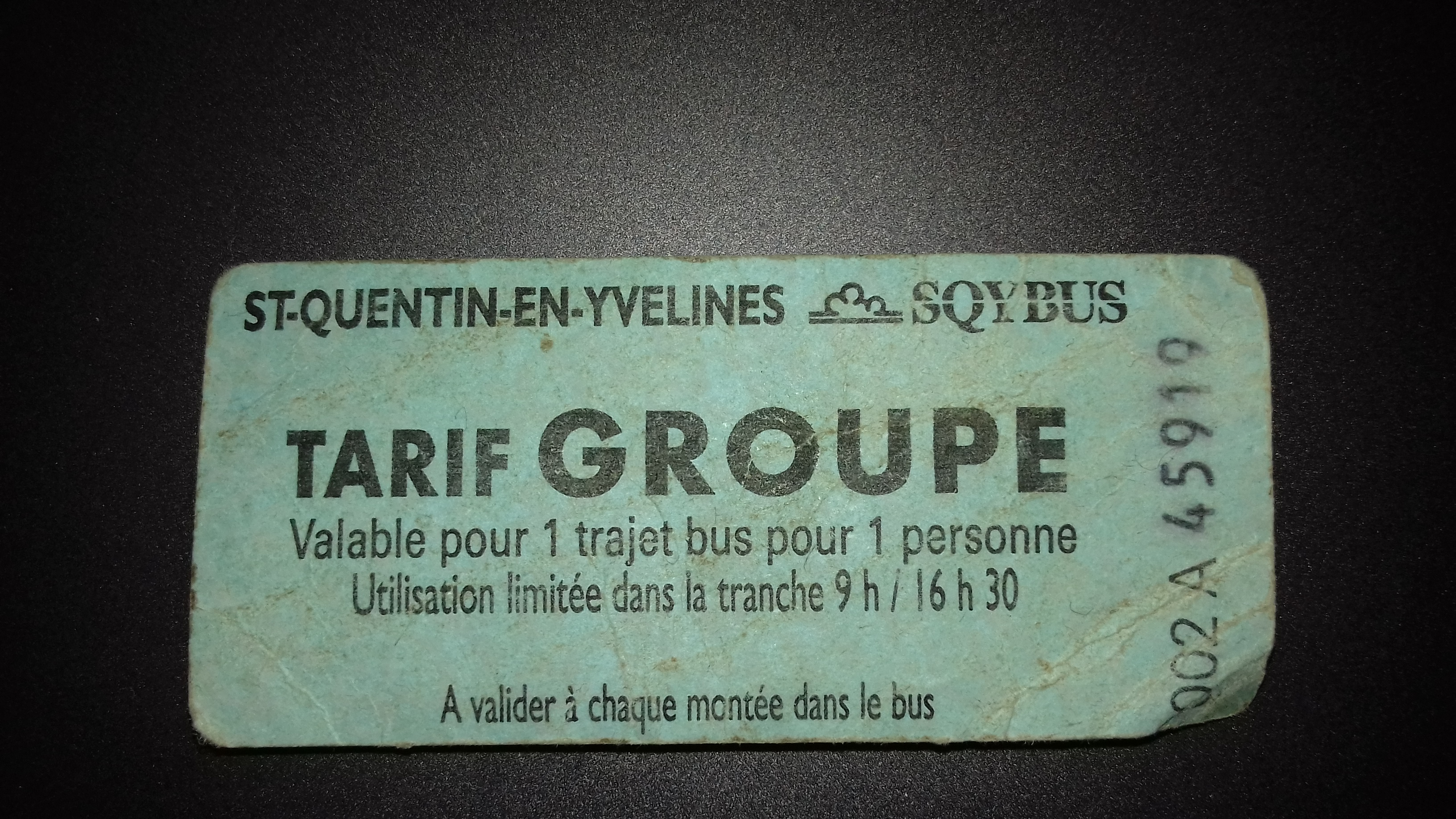
Ticket de groupe de Sqybus dans les années 2000.

Logo de l’ancien réseau Sqybus.

Le 2 janvier 1993, la ligne 411 est modifiée et se trouve exploitée en deux antennes :
- la ligne 411A qui conserve le même itinéraire que la ligne 411 ;
- la ligne 411B qui relie la gare de La Verrière à Élancourt - Diderot. Elle sera prolongée ultérieurement jusqu'à la zone d'activités de Pissaloup.

Au cours de l'année 1993, la ligne 401F prend l'indice 420 afin de faciliter la lisibilité de l'offre aux voyageurs désirant se rendre à France Miniature.
Le 30 août 1993, les lignes 410 et 418 sont fusionnées en une nouvelle ligne 418 qui relie la gare de Saint-Quentin-en-Yvelines à la commune de Guyancourt sous forme de boucle à double sens. À cette même date, la ligne 418N prend l'indice 462.
Le 29 août 1994, la ligne 412 est modifiée avec la suppression de la ligne 412B. À cette même date, la ligne 461B voit le jour afin de desservir le futur Technocentre Renault de Guyancourt et propose un tracé plus direct par rapport aux autres lignes du réseau. Cette ligne sera renumérotée en 460 au cours de l'année 2002.
Au cours du mois d'avril 1995, la ligne 420 est remplacée par une nouvelle ligne 421 qui relie la gare de La Verrière à France Miniature. Cependant, elle disparaîtra en 1999 à la suite de la création d'une nouvelle entrée du parc.
Durant l'année 1996, afin de désenclaver les cités sensibles, les lignes 414, 415 et 417 voient leurs fréquences renforcées aux heures de pointe avec une fréquence de huit minutes pour cette dernière
Au cours de l'année 1999, la ligne 39.01 de la SAVAC est intégrée au réseau sous l'indice 439. Celle-ci relie Versailles à Saint-Rémy-lès-Chevreuse via les communes de Guyancourt, Montigny-le-Bretonneux et Voisins-le-Bretonneux. Durant cette même année, la ligne 414 est prolongée jusqu'à Montigny-le-Bretonneux — Saint-Exupéry à la suite de l'absorption de la ligne 462.
Le 28 août 2000, la ligne 401A voit son itinéraire modifié afin de desservir la zone d'activités du Pas du Lac et le centre-ville de Montigny-le-Bretonneux. À cette occasion, la ligne 401A redevient la ligne 401 et la ligne 401B prend l'indice 402.
Le 2 janvier 2001, la ligne 437 est créée entre le parc d'activités de Gomberville de Magny-les-Hameaux et la gare de Saint-Rémy-lès-Chevreuse en reprenant une partie de l'itinéraire de la ligne 439. La ligne est exploitée par la société SAVAC sous l'indice interne 39.20,.
Au cours de l'année 2002, la ligne 439 est restructurée dans sa partie nord entre Guyancourt et Versailles à la suite de la création de la ligne 440 qui reprend les services entre Guyancourt — Delorme et la gare de Versailles-Chantiers. De plus, une antenne vers Guyancourt — Jacques Brel est également créée.
Le 3 mai 2004, la ligne 460 voit la création d'arrêts supplémentaires dans le technocentre Renault de Guyancourt sur les services entre Bois-d'Arcy — Église et Magny-les-Hameaux — Mérantais.
Le 29 août 2005, la ligne 418, qui reliait en boucle la gare de Saint-Quentin-en-Yvelines à la commune de Guyancourt depuis 1993, est scindée en trois lignes distinctes :
- la ligne 465 qui relie la gare de Saint-Quentin-en-Yvelines à Guyancourt — Jardin des Gogottes via l'arrêt Delorme ;
- la ligne 467 qui relie la gare de Saint-Quentin-en-Yvelines à Guyancourt — Jardin des Gogottes ;
- la ligne 468 qui relie la gare de Saint-Quentin-en-Yvelines à Guyancourt — Lycée de Villaroy.

Dans la nuit du 3 au 4 novembre 2005, lors des émeutes dans les banlieues françaises, vingt-quatre bus ont été brûlés par une bande de jeunes. De ce fait, un contingent de Renault R312 venant d'être réformés, en provenance du réseau de bus RATP, viendra assurer temporairement la relève des bus incendiés.
Le 30 octobre 2006, la ligne 401 voit ses fréquences renforcées du lundi au samedi dans le cadre du programme des lignes Mobilien. De plus, l'amplitude horaire de la ligne est élargie le soir jusqu'à 22 h.
Le 6 novembre 2006, la ligne 415 est prolongée jusqu'à la place Erich-Von-Stroheim à Bois-d'Arcy afin d'améliorer la desserte du nouveau quartier de la Croix Bonnet. De plus l'arrêt Fritz Lang est créé dans ce même quartier.
Le 15 décembre 2008, le réseau subit d'importants changements à la suite du cadencement des trains en Île-de-France :
- la ligne 402 voit son itinéraire jumelé avec la ligne 415 entre Bois de l'Étang et Groupe Scolaire Champmesnil ;
- la ligne 411a voit la création de huit courses supplémentaires les dimanches et fêtes ;
- la ligne 411b voit ses horaires modifiés du lundi au vendredi afin d'être en correspondance le matin avec les trains en provenance de Rambouillet et le soir avec les trains à destination de Rambouillet ;
- la ligne 414 est renforcée tous les jours en soirée de la semaine ainsi que les dimanches et fêtes après-midi ;
- la ligne 415 est renforcée du lundi au vendredi aux heures creuses, en soirée du lundi au samedi et toute la journée les dimanches et fêtes. De plus, les premiers départs le samedi sont légèrement renforcés et l'amplitude horaire est étendue les dimanches et fêtes ;
- la ligne 417a est renforcée du lundi au samedi en soirée et toute la journée les dimanches et fêtes. De plus, les premiers départs le samedi sont légèrement renforcés et l'amplitude horaire est étendue les dimanches et fêtes ;
- la ligne 417b est renforcée toute la semaine en soirée et du lundi au vendredi et les dimanches et fêtes aux heures creuses. De plus, la ligne est prolongée jusqu'à Mare aux Saules le week-end afin de desservir le quartier de la Clef Saint-Pierre à Élancourt qui souffrait d'un manque de transport principalement les dimanches et fêtes ;
- la ligne 463 est renforcée du lundi au vendredi en soirée et voit la création de sept courses supplémentaires le samedi ;
- la ligne 465 est légèrement renforcée du lundi au vendredi aux heures creuses. De plus, la ligne est renforcée du lundi au samedi en soirée et toute la journée les dimanches et fêtes.

Le 14 décembre 2009, le réseau subit quelques modifications, :
- la ligne 415 est prolongée jusqu'à l'arrêt Méliès - Croix Bonnet à Bois-d'Arcy afin d'améliorer la desserte de la ZAC Croix Bonnet dans la commune précitée ;
- la ligne 464e est créée entre la gare de Saint-Quentin-en-Yvelines et Magny-les-Hameaux sous forme de ligne express.

Le 10 janvier 2011, plusieurs mesures interviennent aux termes desquelles :
- la ligne 439 est restructurée avec la suppression du tronçon entre Chamfleury et la gare de Saint-Rémy-lès-Chevreuse et ainsi que l'antenne du lycée Descartes à Montigny-le-Bretonneux. De plus, la fréquence de la ligne est renforcée en semaine avec un bus toutes les quinze minutes ainsi que l'ajout de seize courses supplémentaires les dimanches et fêtes[13] ;
- la ligne 440 est profondément remaniée avec un nouvel itinéraire entre Chamfleury et Versailles Rive Gauche RER avec un itinéraire direct entre Haussmann et La Minière ; les antennes Guyancourt — Jacques Brel et Versailles-Chantiers - Gare SNCF sont de ce fait supprimées. De plus, la ligne effectue un crochet dans le technocentre Renault au lieu de s'arrêter uniquement à l'arrêt Frères Perret[13],[14] ;
- la ligne 463 voit la création de deux allers-retours supplémentaires le matin[15] ;
- la ligne 466 est créée entre la gare de Saint-Quentin-en-Yvelines et le technocentre Renault afin de reprendre les dessertes assurées auparavant par les lignes 501, 502, 503 et 505, ces dernières étant de ce fait limitées à la gare de Saint-Quentin-en-Yvelines. La nouvelle ligne dispose d'une fréquence de dix minutes aux heures de pointe[14] ;
- la ligne 468 voit la création de deux allers-retours tôt le matin ainsi que le remplacement d'un autobus standard par un autobus articulé[16] ;
- la ligne 36.05, qui relie la gare de La Verrière au Mesnil-Saint-Denis sous forme de service circulaire, et la ligne 36.12, qui relie la gare de La Verrière à Maurepas sous forme de service circulaire, toutes deux exploitées par les cars Perrier, intègrent le réseau Sqybus[17] ;
- une simplification des indices de lignes.

| Ancienne numérotation | Nouvelle numérotation |
| --------------------- | --------------------- |
| 411B                  | 410                   |
| 411A                  | 411                   |
| 417A                  | 417                   |
| 417B                  | 418                   |
| 464E                  | 444                   |

#### Évolutions à partir de 2012
Le 4 septembre 2012, les lignes scolaires sont restructurées,,,,.
| Ancienne numérotation | Nouvelle numérotation |
| --------------------- | --------------------- |
| 402.2                 | 448                   |
| 401S et 438.9         | 449                   |
| 401.2                 | 450                   |
| 438.1                 | 451                   |
| 438.2 et 438.8        | 452                   |
| 438.3                 | 453                   |
| 438.4 et 438.7        | 454                   |
| 438.5                 | 455                   |
| 438.6                 | 456                   |
| 438.4 et 438.7        | 457                   |

Le 12 novembre 2012, plusieurs mesures interviennent aux termes desquelles, :
- la ligne 401T qui relie Maurepas au technocentre Renault de Guyancourt est renumérotée 441 ;
- la ligne 402 est déviée par la rue Paul Langevin à Trappes et abandonne son itinéraire entre la gare de Trappes et la gare de Saint-Quentin-en-Yvelines. De plus, son itinéraire est modifié au Mesnil-Saint-Denis en abandonnant la desserte de la place du Mesnil au profit du collège Sainte-Thérèse. De ce fait, l'itinéraire au-delà de la gare de La Verrière est desservi dorénavant en période scolaire aux heures d'entrée et de sortie de l'établissement ;
- la ligne 415 est renforcée entre Bois-d'Arcy et la gare de Trappes avec un bus toutes les sept à huit minutes vers l'église de Bois-d'Arcy et toutes les quinze minutes vers Méliès - Croix Bonnet. De plus, la ligne est prolongée jusqu'à la place du Mesnil au Mesnil-Saint-Denis en reprenant la desserte abandonnée par les lignes 402 et 36.05 ;
- la ligne 416 est limitée à Élancourt — Le Bois Joli et abandonne son tronçon vers la gare de Trappes via la zone d'activités de Trappes-Élancourt ;
- la ligne 430 est créée afin de desservir la zone d'activités de Trappes-Élancourt au départ de la gare de Trappes sous forme de service circulaire. Elle fonctionne du lundi au vendredi à raison d'un bus toutes les trente minutes. De plus, la ligne reprend l'itinéraire abandonné de la ligne 416 ainsi que l'antenne Frères Lumière de la ligne 415 ;
- la ligne 431 est créée au départ de l'arrêt Hennequin sous forme de service circulaire afin de desservir la zone d'activités de Trappes-Élancourt ainsi que le quartier de la Plaine de Neauphle à Trappes ;
- la ligne 36.05 est supprimée est reprise par une modification d'itinéraire des lignes 402 et 415 ainsi que par la ligne 39.17 de la société SAVAC.

Le 2 septembre 2013, le réseau est légèrement modifié :
- sur la ligne 402, les horaires de l'après-midi au départ du collège Sainte-Thérèse sont modifiés ;
- sur la ligne 444, un départ supplémentaire est créé le matin vers la gare de Saint-Quentin-en-Yvelines ;
- sur la ligne 453, la grille horaire est entièrement refaite ;
- sur la ligne 464, un départ supplémentaire est créé le samedi soir en direction de la gare de Saint-Rémy-lès-Chevreuse.

En janvier 2014, à la suite de la publication d'un nouveau plan de réseau de bus élaboré entre la communauté d'agglomération de Saint-Quentin-en-Yvelines, le STIF et les transporteurs locaux, la couleur propre à chaque ligne est modifiée au profit de six codes couleurs et types de lignes différents. Cette nouvelle représentation permet une meilleure clarté de l'offre de service. Le réseau est ainsi le premier à bénéficier de cette nouvelle charte se décomposant en :
- lignes « fortes », qui sont structurantes du territoire, où sont classées les lignes 414, 415, 417, 418 et 465 ;
- lignes « principales », qui sont complémentaires aux lignes fortes, où sont classées les lignes 401, 419, 420, 422, 423, 424, 439, 440, 461, 463, 464, 467 et 468 ;
- lignes « ponctuelles », qui sont dédiées aux zones d'activités, où sont classées les lignes 441, 444, 460 et 466 ;
- lignes « locales », qui maillent finement le territoire, où sont classées les lignes 402, 430, 431 et 459.

Les lignes 401, 414 et 417 sont labellisées Mobilien.
Le 6 janvier 2014, le réseau est à nouveau modifié, :
- la ligne 415 est prolongée le dimanche matin jusqu'au Mesnil-Saint-Denis au lieu d'être limitée à la gare de La Verrière ;
- l'itinéraire de déviation de la ligne 452 qui avait été mis en place devient permanent ;
- la ligne 460 fonctionne dorénavant uniquement du lundi au vendredi en après-midi entre la gare de Saint-Quentin-en-Yvelines et la gare routière TCSP du technocentre Renault de Guyancourt ;
- la ligne 461 est prolongée jusqu'à la zone d'activités du Bois des Roches à Magny-les-Hameaux en remplacement de l'itinéraire abandonné par la ligne 460. De plus, un service est créé du lundi au vendredi aux heures creuses ainsi que le samedi à raison d'un bus par heure.

Depuis le 1er septembre 2014, les lignes 417, 418, 458 et 466 sont déclarées accessibles aux personnes à mobilité réduite. À cette même date, la ligne 458 est créée en reprenant la desserte scolaire du collège des Saules de la ligne 468 sous forme de service circulaire au départ de la gare de Saint-Quentin-en-Yvelines.
Depuis le 1er avril 2017, les lignes 410, 430, 431, 444 et 464 sont déclarées accessibles aux personnes à mobilité réduite s'ajoutant ainsi aux douze autres lignes du réseau déjà existantes.

### Le réseau SQYBUS à partir de septembre 2018
Le 3 septembre 2018, le réseau fait l'objet d'une importante restructuration, essentiellement sur les communes de Coignières, Élancourt, La Verrière, Magny-les-Hameaux et Maurepas. De ce fait, les lignes 410, 411, 412, 416, 437 et 36.12 sont supprimées :
- la ligne 420 est créée en reprenant l'itinéraire de la ligne 411 entre la gare de La Verrière et France Miniature et celui de la ligne 410 jusqu'à la zone d'activités de Pissaloup. Par rapport aux lignes 410 et 411, la nouvelle ligne relie les deux terminus tous les jours de la semaine y compris les jours fériés de début à fin de service sans limitation de service. Cette nouvelle ligne sera accessible aux personnes à mobilité réduite[33] ;
- la ligne 422 est créée en reprenant l'intégralité de l'itinéraire de la ligne 412 ainsi que celui de la ligne 411 de France Miniature et Les Côtes. Elle fonctionne du lundi au samedi de 5 h 30 à 22 h 30 avec un bus tous les quarts d'heures aux heures de pointe en semaine et toutes les trente minutes aux heures creuses en semaine ainsi que le samedi. Des départs supplémentaires sont mis en place le matin en semaine entre la gare de La Verrière et France-Comté - Bourgogne[34] ;
- les lignes 423 et 424 sont créées sous forme de service circulaire au départ de la gare de La Verrière en reprenant une partie de l'itinéraire des lignes 416 et 36.12, entre la gare de La Verrière et Les Louveries pour cette dernière. La ligne 423 fonctionne dans le sens anti-horaire et la ligne 424 fonctionne dans le sens inverse. Les deux lignes fonctionnent du lundi au dimanche avec un bus toutes les trente minutes aux heures de pointe en semaine et toutes les heures aux heures creuses en semaine ainsi que le samedi. Les dimanches et jours fériés, elles fonctionnent avec un bus toutes les deux heures. La fréquence est doublée du lundi au vendredi entre Les Louveries et la gare de La Verrière le matin en direction de la gare et le soir dans le sens inverse[35],[36] ;
- le terminus Le Clos Breton des lignes 441 et 450 est reporté à l'arrêt Grand'Mare[37],[38] ;
- la ligne 459 est créée entre la gare de La Verrière et France Miniature en desservant les quartiers de l'Agiot et des Réaux. Elle fonctionne du lundi au samedi de 6 h à 20 h 30 avec un bus tous les quarts d'heures aux heures de pointe en semaine et toutes les heures aux heures creuses en semaine ainsi que le samedi[39] ;
- la ligne 464 est renforcée aux heures de pointe en semaine entre Parc d'activités de Gomberville et la gare de Saint-Rémy-lès-Chevreuse avec un bus toutes les quinze minutes en remplacement de la ligne 437 qui est supprimée. La desserte du quartier de la Croix aux Buis à Magny-les-Hameaux est abandonnée à cette occasion. Les horaires des dimanches et jours fériés sont modifiés afin de s'harmoniser avec ceux de la ligne 262 entre le centre-bourg de Magny-les-Hameaux et la gare de Saint-Rémy-lès-Chevreuse[40].

À cette même date, les lignes 439, 440, 460 et 461 seront déclarées accessibles aux personnes à mobilité réduite,,,.
L'abandon de la desserte de certains quartiers de la commune de Maurepas en raison de la suppression de la ligne 36.12 a provoqué le mécontentement des résidents de ces quartiers. Face à cela, une navette municipale gratuite, d'un coût de 40 000 euros par an pris en charge entièrement par la commune, et mise en place entre les hameaux de Maurepas et la gare de La Verrière avec quatorze rotations par jour.
À compter du 2 septembre 2019, les lignes 439 et 440 voient leurs terminus transférés vers la gare de Versailles-Chantiers, à la suite de l'ouverture de sa nouvelle gare routière. Elles conservent la desserte de la gare de Versailles-Château-Rive-Gauche.
À partir du 31 août 2020, le terminus de la ligne 415 est reporté à Méliès - Croix Bonnet pour toutes les courses en direction de Bois-d'Arcy.
À compter du 23 août 2021, du fait de la création d'une nouvelle piste cyclable dans la rue Léon Teisserenc de Bort à Trappes, l'arrêt Observatoire  des lignes 402, 414, 415 et 430 n'est plus desservi en direction de la gare de Trappes.
Le 30 août 2021, la ligne 402 est modifiée. En effet, la desserte circulaire du Mesnil-Saint-Denis est supprimée de la ligne et est reprise entièrement par une nouvelle ligne : la ligne 403.
Le 9 juillet 2022, l'arrêt Emile Zola situé sur la commune de Saint-Cyr-l'Ecole se voit désormais desservi par la ligne 401. Le 29 août 2022, le terminus de la ligne 401 est transféré de la gare de Versailles-Château-Rive-Gauche vers la gare de Versailles-Chantiers.

### Évolution des lignes STAVO
À partir du 31 août 2015, afin de clarifier le réseau et les dessertes, les lignes 4401 et 4402 sont scindées en trois lignes distinctes constituées par :
- la ligne 40 (dont l'exploitation n'est plus intégrée au réseau) ;
- la ligne 44 reliant Plaisir à la gare de Versailles-Château-Rive-Gauche avec une fréquence d'un bus toutes les quinze minutes aux heures de pointe et de trente minutes aux heures creuses et une amplitude horaire de 4 h 50 à 21 h 35 ;
- la ligne 45 reliant Saint-Nom-la-Bretèche aux Clayes-sous-Bois via Chavenay avec une fréquence d'un bus toutes les quinze minutes aux heures de pointe et toutes les heures aux heures creuses et une amplitude horaire de 5 h 20 à 21 h 5.

De manière à homogénéiser le réseau, les lignes 4404 (scolaire) et 4406 sont respectivement renumérotées en 42 et 46 au 31 août 2015. Seule la ligne FA conserve son indice à deux lettres, à l'image des lignes scolaires Hourtoule.
Des adaptations d'horaires ont lieu le 7 mars 2016 pour la ligne 50 et le 21 mars 2016 pour la ligne 43 afin de tenir compte des conditions de circulation.
Le 3 septembre 2018, les lignes 44, 45 et 46 sont modifiées comme indiqué ci-dessous :
- la ligne 44 est prolongée jusqu'à la gare de Plaisir - Grignon et abandonne son itinéraire jusqu'à Plaisir — Valibout. Dans le sens de Versailles à Plaisir, trois courses sont ajoutées en semaine et deux le samedi permettant ainsi l'élargissement de l'amplitude horaire[50] ;
- la ligne 45 est restructurée en abandonnant son antenne vers la gare de Saint-Nom-la-Bretèche - Forêt de Marly. Une nouvelle antenne est créée vers Villepreux — Village afin de mieux desservir Villepreux. Ainsi, le quartier des Hauts-du-Moulin est desservi grâce à l'arrêt Gymnase. Le terminus de la gare de Villepreux - Les Clayes est reporté à la gare routière nord[51] ;
- la ligne 46 est supprimée et reprise par une modification d'itinéraire de la ligne 45[52].

Le 6 juillet 2020, la ligne 44 est prolongée jusqu'à Gare routière de Versailles-Chantiers.
Le 7 mars 2022, afin de mieux desservir le quartier des Hauts-du-Moulin à Villepreux, deux nouveaux arrêts sont créés sur la ligne 45 (Thomas Pesquet et Vaugirard).

### Évolution des lignes Hourtoule
Le 31 août 2015, la ligne 505 est remplacée par la nouvelle ligne 50 et effectue un itinéraire plus direct par rapport à la ligne 505 en abandonnant la desserte de Beynes.
Le 3 septembre 2018, les lignes desservant la commune de Plaisir font l'objet d'une importante restructuration :
- un service est créé les dimanches et jours fériés sur la ligne 7 à raison d'un bus toutes les deux heures[56] ;
- l'itinéraire de la ligne 8 est reconfiguré et relie la gare de Plaisir - Grignon à la gare de Villepreux - Les Clayes. Elle fonctionne du lundi au dimanche avec une fréquence de quinze minutes aux heures de pointe en semaine, toutes les vingt minutes aux heures creuses, toutes les trente minutes le samedi et toutes les heures les dimanches et fêtes. En semaine, elle fonctionne jusqu'à 0 h 15[57] ;
- l'itinéraire de la ligne 9 est reconfiguré et relie la gare de Plaisir - Grignon au marché de Plaisir. Elle fonctionne du lundi au dimanche avec une fréquence de vingt minutes en semaine, toutes les trente minutes le samedi et toutes les quarante minutes les dimanches et fêtes[58] ;
- la ligne 10 est limitée à la gare de Saint-Quentin-en-Yvelines et toutes ses courses sont prolongées jusqu'à cette dernière. La fréquence est renforcée avec un bus toutes les quinze minutes aux heures de pointe de la semaine, toutes les trente minutes aux heures creuses ainsi que le samedi et toutes les heures les dimanches et fêtes[59] ;
- la ligne 20 est limitée à la gare de Villepreux - Les Clayes et voit ses fréquences cadencées à un bus toutes les trente minutes grâce à l'ajout de trois nouvelles courses[60] ;
- la ligne 50 voit son itinéraire modifié entre la gare de Plaisir - Grignon et la gare de Villepreux - Les Clayes afin de desservir les zones industrielles des Dames et du Gros Caillou. De plus, la ligne voit ses fréquences cadencées à un bus toutes les trente minutes et son amplitude horaire est élargie le soir jusqu'à 20 h 35[61] ;
- la ligne DF est supprimée et reprise par les lignes 7, 8, 9 et 10[62].

### Ouverture à la concurrence
En raison de l'ouverture à la concurrence des transports en commun en Île-de-France, le réseau de bus Ouest Seine-et-Marne est créé le 1er janvier 2023, correspondant à la délégation de service public no 29 établie par Île-de-France Mobilités. Un appel d'offres a donc été lancé par l'autorité organisatrice afin de désigner une entreprise qui exploitera le réseau pour une durée de six ans. C'est finalement le groupe Compagnie française des transports régionaux (CFTR) à travers la société Francilité Saint-Quentin-en-Yvelines, qui a été désigné lors du conseil d'administration du 12 juillet 2022.
À la date de son ouverture à la concurrence, le réseau se composait des lignes 401, 402, 403, 414, 415, 417, 418, 419, 420, 422, 423, 424, 430, 431, 439, 440, 441, 444, 448, 449, 450, 451, 452, 453, 454, 455, 456, 457, 458, 459, 460, 461, 463, 464, 465, 466, 467, 468 et 475 de l'ancien réseau de bus Sqybus, exploité par Les Cars Perrier et la SAVAC, de la ligne 36-15 de RATP Dev Trappes et des lignes 6, 8, 9, 10, 20, 42, 44, 45, 50, AQ, BL, CSP, JV et TG de l'ancien réseau de bus Plaine de Versailles exploité par Hourtoule et la STAVO.
Le 1er janvier 2023, la fréquence de la ligne 401 est augmentée du lundi au vendredi avec, désormais, un passage toutes les quinze minutes aux heures de pointe et toutes les trente minutes aux heures creuses. Du lundi au vendredi, en soirée, l'amplitude horaire est élargie avec un dernier départ en direction de Maurepas à 22 h 05.
Sur la ligne 44, l'amplitude horaire est élargie en soirée avec, du lundi au vendredi, huit courses ajoutées dans les deux sens et, le samedi, dix courses ajoutées dans les deux sens. Ainsi, en semaine, la ligne termine à 1 h 26 en direction de Plaisir et à 0 h 30 en direction de Versailles. Le samedi, la ligne termine à 2 h 02 en direction de Plaisir et à 1 h 03 en direction de Versailles.
Le 1er janvier 2024, la ligne 475 est transférée dans le réseau de bus Île-de-France Ouest et les lignes 403 et 36-15 sont transférées dans le réseau de bus Centre et Sud Yvelines.
Le 8 janvier 2024, un « bus soirée » est mis en service au départ de la gare de Plaisir - Grignon pour desservir Plaisir en remplacement des lignes diurnes.

### Renumérotation des lignes
À compter du 22 avril 2024, le réseau de Saint-Quentin-en-Yvelines applique le nouveau principe de numérotation régionale unique planifié par Île-de-France Mobilités, supprimant les doublons. La correspondance entre anciens et nouveaux numéros est la suivante, une logique sectorielle s'applique :
- 5101 à 5109 : lignes structurantes fonctionnant tous les jours et en soirée ;
- 5110 à 5119 : secteur nord ;
- 5120 à 5129 : secteur ouest ;
- 5130 à 5139 : secteur centre ;
- 5140 à 5149 : secteur sud ;
- 5150 à 5159 : secteur est ;
- 5180 à 5199 : lignes à vocation scolaire.

| Ancien numéro | Nouveau numéro |
| ------------- | -------------- |
| 8             | 5101           |
| 44            | 5102           |
| 465           | 5103           |
| 414           | 5104           |
| 415           | 5105           |
| 418           | 5106           |
| 417           | 5107           |
| 10            | 5110           |
| 50            | 5111           |
| 20            | 5112           |
| 9             | 5113           |
| 6             | 5114           |
| 45            | 5115           |
| 420           | 5120           |
| 441           | 5121           |
| 422           | 5122           |
| 423           | 5123           |
| 424           | 5124           |
| 459           | 5125           |
| 430           | 5130           |
| 431           | 5131           |
| 402           | 5132           |
| 463           | 5133           |
| 401           | 5134           |
| 440           | 5140           |
| 439           | 5141           |
| 461           | 5142           |
| 419           | 5143           |
| 444           | 5144           |
| 464           | 5145           |
| 467           | 5150           |
| 468           | 5151           |
| 466           | 5152           |
| AQ            | 5183           |
| BL            | 5184           |
| CSP           | 5185           |
| JV            | 5186           |
| TG            | 5187           |
| 448           | 5188           |
| 449           | 5189           |
| 450           | 5190           |
| 451           | 5191           |
| 452           | 5192           |
| 453           | 5193           |
| 454           | 5194           |
| 455           | 5195           |
| 456           | 5196           |
| 457           | 5197           |
| 458           | 5198           |
| 42            | 5199           |

### Changements ultérieurs à la renumérotation
Le 6 janvier 2025, la ligne 5150 est prolongée de l'arrêt "Villaroy" (situé à Guyancourt) à l'arrêt "Tabuteau" (situé à Buc), en remplacement de la ligne express 7807 du réseau de bus Lignes Île-de-France Ouest, et en desservant le Lycée Franco-Allemand, le Collège Martin Luther King et la zone industrielle de Buc avec 1 passage toutes les 30min entre Villaroy et Tabuteau en heure de pointe, et 1 passage par heure en heure creuse.
Le 24 mars 2025, la ligne 5144 dessert un nouvel arrêt, nommé "Avenue de la Pyramide", situé dans le quartier de la Remise à Voisins-le-Bretonneux, permettant une liaison en 10min entre ce quartier et la gare de Saint-Quentin-en-Yvelines, avec 1 passage toutes 30min en heure de pointe de 6h à 8h et 1 passage par heure entre 17h30 et 19h.

## Lignes du réseau

### Lignes de 5101 à 5109
| Ligne | Caractéristiques | Caractéristiques | Caractéristiques | Caractéristiques | Caractéristiques | Caractéristiques | Caractéristiques | Caractéristiques | Caractéristiques |
| 5101  | Gare de Plaisir - Grignon ⥋ Les Clayes-sous-Bois — Gare routière | Gare de Plaisir - Grignon ⥋ Les Clayes-sous-Bois — Gare routière                                                                         | Gare de Plaisir - Grignon ⥋ Les Clayes-sous-Bois — Gare routière                                                                         | Gare de Plaisir - Grignon ⥋ Les Clayes-sous-Bois — Gare routière                                                                         | Gare de Plaisir - Grignon ⥋ Les Clayes-sous-Bois — Gare routière                                                                         | Gare de Plaisir - Grignon ⥋ Les Clayes-sous-Bois — Gare routière                                                                         | Gare de Plaisir - Grignon ⥋ Les Clayes-sous-Bois — Gare routière                                                                         | Gare de Plaisir - Grignon ⥋ Les Clayes-sous-Bois — Gare routière                                                                         | Gare de Plaisir - Grignon ⥋ Les Clayes-sous-Bois — Gare routière                                                                         |
| ----- | --- | --- | --- | --- | --- | --- | --- | --- | --- |
| 5101  | Ouverture / Fermeture 15 décembre 2008 / — | Longueur — | Durée 20 min | Nb. d’arrêts 19 | Matériel Citaro C2 S 315 NF S 415 NF | Jours de fonctionnement L, Ma, Me, J, V, S, D                                                                                            | Jour / Soir / Nuit / Fêtes O / O / N / O                                                                                                 | Voy. / an — | Dépôt Trappes Les Bruyeres |
| 5101  | Desserte : - Villes et lieux desservis : Plaisir et Les Clayes-sous-Bois - Gares desservies : Plaisir - Grignon et Villepreux - Les Clayes | | | | | | | | |
| 5101  | Autre : - Zone traversée : 5 - Arrêts non accessibles aux UFR : — - Amplitudes horaires : La ligne fonctionne du lundi au vendredi de 5 h 15 à 0 h 15, le samedi de 6 h 35 à 23 h et les dimanches et fêtes de 7 h 5 à 22 h. - Date de dernière mise à jour : 2 septembre 2018. | | | | | | | | |
| 5101  | Dernière actualisation : — | | | | | | | | |
| 5102  | Gare de Plaisir - Grignon ⥋ Gare des Chantiers - Gare Routière | Gare de Plaisir - Grignon ⥋ Gare des Chantiers - Gare Routière                                                                           | Gare de Plaisir - Grignon ⥋ Gare des Chantiers - Gare Routière                                                                           | Gare de Plaisir - Grignon ⥋ Gare des Chantiers - Gare Routière                                                                           | Gare de Plaisir - Grignon ⥋ Gare des Chantiers - Gare Routière                                                                           | Gare de Plaisir - Grignon ⥋ Gare des Chantiers - Gare Routière                                                                           | Gare de Plaisir - Grignon ⥋ Gare des Chantiers - Gare Routière                                                                           | Gare de Plaisir - Grignon ⥋ Gare des Chantiers - Gare Routière                                                                           | Gare de Plaisir - Grignon ⥋ Gare des Chantiers - Gare Routière                                                                           |
| 5102  | Ouverture / Fermeture 31 août 2015 / — | Longueur — | Durée 50-60 min | Nb. d’arrêts 40 | Matériel Citaro C2 GX 337 Hybride S 415 NF S 415 ÜL                                                                                      | Jours de fonctionnement L, Ma, Me, J, V, S, D                                                                                            | Jour / Soir / Nuit / Fêtes O / N / N / O                                                                                                 | Voy. / an — | Dépôt Trappes Les Bruyeres |
| 5102  | Desserte : - Villes et lieux desservis : Plaisir, Les Clayes-sous-Bois, Fontenay-le-Fleury, Saint-Cyr-l'École et Versailles - Gares desservies : Plaisir - Grignon, Plaisir - Les Clayes, Villepreux - Les Clayes, Versailles-Château-Rive-Gauche et Versailles-Chantiers | | | | | | | | |
| 5102  | Autre : - Zones traversées : 4 et 5 - Arrêts non accessibles aux UFR : — - Amplitudes horaires : La ligne fonctionne du lundi au vendredi de 4 h 45 à 1 h 25, le samedi à partir de 5 h à 2 h et les dimanches et fêtes de 6 h à 22 h 55. - Date de dernière mise à jour : 17 janvier 2023. | | | | | | | | |
| 5102  | Dernière actualisation : — | | | | | | | | |
| 5103  | Gare de Saint-Quentin ⥋ Guyancourt — Villaroy | Gare de Saint-Quentin ⥋ Guyancourt — Villaroy                                                                                            | Gare de Saint-Quentin ⥋ Guyancourt — Villaroy                                                                                            | Gare de Saint-Quentin ⥋ Guyancourt — Villaroy                                                                                            | Gare de Saint-Quentin ⥋ Guyancourt — Villaroy                                                                                            | Gare de Saint-Quentin ⥋ Guyancourt — Villaroy                                                                                            | Gare de Saint-Quentin ⥋ Guyancourt — Villaroy                                                                                            | Gare de Saint-Quentin ⥋ Guyancourt — Villaroy                                                                                            | Gare de Saint-Quentin ⥋ Guyancourt — Villaroy                                                                                            |
| 5103  | Ouverture / Fermeture 29 août 2005 / — | Longueur 6,5 km | Durée 15-20 min | Nb. d’arrêts 16 | Matériel Standards et articulés | Jours de fonctionnement L, Ma, Me, J, V, S, D                                                                                            | Jour / Soir / Nuit / Fêtes O / O / N / O                                                                                                 | Voy. / an — | Dépôt — |
| 5103  | Desserte : - Villes et lieux desservis : Montigny-le-Bretonneux et Guyancourt - Gare desservie : Saint-Quentin-en-Yvelines - Montigny-le-Bretonneux | | | | | | | | |
| 5103  | Autre : - Zone traversée : 5 - 'Arrêt non accessibles aux UFR :' Les Genêts - Amplitudes horaires : La ligne est en service du lundi au vendredi de 5 h 5 à 1 h 35, le samedi à partir de 6 h 25 et les dimanches et fêtes à partir de 6 h 40. - Date de dernière mise à jour : 2 septembre 2018. | | | | | | | | |
| 5103  | Dernière actualisation : — | | | | | | | | |
| 5104  | Gare de Trappes ⥋ Montigny-le-Bretonneux — Pas du Lac / Montigny-le-Bretonneux — Saint-Exupéry (du lundi au vendredi à certaines heures) | Gare de Trappes ⥋ Montigny-le-Bretonneux — Pas du Lac / Montigny-le-Bretonneux — Saint-Exupéry (du lundi au vendredi à certaines heures) | Gare de Trappes ⥋ Montigny-le-Bretonneux — Pas du Lac / Montigny-le-Bretonneux — Saint-Exupéry (du lundi au vendredi à certaines heures) | Gare de Trappes ⥋ Montigny-le-Bretonneux — Pas du Lac / Montigny-le-Bretonneux — Saint-Exupéry (du lundi au vendredi à certaines heures) | Gare de Trappes ⥋ Montigny-le-Bretonneux — Pas du Lac / Montigny-le-Bretonneux — Saint-Exupéry (du lundi au vendredi à certaines heures) | Gare de Trappes ⥋ Montigny-le-Bretonneux — Pas du Lac / Montigny-le-Bretonneux — Saint-Exupéry (du lundi au vendredi à certaines heures) | Gare de Trappes ⥋ Montigny-le-Bretonneux — Pas du Lac / Montigny-le-Bretonneux — Saint-Exupéry (du lundi au vendredi à certaines heures) | Gare de Trappes ⥋ Montigny-le-Bretonneux — Pas du Lac / Montigny-le-Bretonneux — Saint-Exupéry (du lundi au vendredi à certaines heures) | Gare de Trappes ⥋ Montigny-le-Bretonneux — Pas du Lac / Montigny-le-Bretonneux — Saint-Exupéry (du lundi au vendredi à certaines heures) |
| 5104  | Ouverture / Fermeture 18 septembre 1981 / — | Longueur 9,5 km | Durée 25-35 min | Nb. d’arrêts 26 | Matériel Standards et articulés | Jours de fonctionnement L, Ma, Me, J, V, S, D                                                                                            | Jour / Soir / Nuit / Fêtes O / O / N / O                                                                                                 | Voy. / an — | Dépôt — |
| 5104  | Desserte : - Villes et lieux desservis : Trappes et Montigny-le-Bretonneux - Gares desservies : Trappes et Saint-Quentin-en-Yvelines - Montigny-le-Bretonneux | | | | | | | | |
| 5104  | Autre : - Zone traversée : 5 - Arrêt non accessible aux UFR : Aucun - Amplitudes horaires : La ligne est en service du lundi au vendredi de 4 h 55 à 1 h 45, le samedi à partir de 5 h 10 et les dimanches et fêtes de 7 h 40 à 1 h 40. - Date de dernière mise à jour : 2 septembre 2018. | | | | | | | | |
| 5104  | Dernière actualisation : — | | | | | | | | |
| 5105  | Le Mesnil-Saint-Denis — Place du Mesnil ⥋ Bois-d'Arcy — Méliès - Croix Bonnet | Le Mesnil-Saint-Denis — Place du Mesnil ⥋ Bois-d'Arcy — Méliès - Croix Bonnet                                                            | Le Mesnil-Saint-Denis — Place du Mesnil ⥋ Bois-d'Arcy — Méliès - Croix Bonnet                                                            | Le Mesnil-Saint-Denis — Place du Mesnil ⥋ Bois-d'Arcy — Méliès - Croix Bonnet                                                            | Le Mesnil-Saint-Denis — Place du Mesnil ⥋ Bois-d'Arcy — Méliès - Croix Bonnet                                                            | Le Mesnil-Saint-Denis — Place du Mesnil ⥋ Bois-d'Arcy — Méliès - Croix Bonnet                                                            | Le Mesnil-Saint-Denis — Place du Mesnil ⥋ Bois-d'Arcy — Méliès - Croix Bonnet                                                            | Le Mesnil-Saint-Denis — Place du Mesnil ⥋ Bois-d'Arcy — Méliès - Croix Bonnet                                                            | Le Mesnil-Saint-Denis — Place du Mesnil ⥋ Bois-d'Arcy — Méliès - Croix Bonnet                                                            |
| 5105  | Ouverture / Fermeture 17 novembre 1975 / — | Longueur 21 km | Durée 5-65 min | Nb. d’arrêts 49 | Matériel Standards | Jours de fonctionnement L, Ma, Me, J, V, S, D                                                                                            | Jour / Soir / Nuit / Fêtes O / O / N / O                                                                                                 | Voy. / an — | Dépôt — |
| 5105  | Desserte : - Villes et lieux desservis : Le Mesnil-Saint-Denis, La Verrière, Élancourt, Trappes, Montigny-le-Bretonneux et Bois-d'Arcy - Gares desservies : La Verrière, Trappes et Saint-Quentin-en-Yvelines - Montigny-le-Bretonneux | | | | | | | | |
| 5105  | Autre : - Zone traversée : 5 - Arrêts non accessibles aux UFR : Le Mesnil-Saint-Denis — Place du Mesnil, Émile Fontanier, Groupe scolaire Champmesnil, Avenue de Dampierre (vers Bois-d'Arcy), Hôpital MGEN (vers Le Mesnil-Saint-Denis) et Denton. - Amplitudes horaires : La ligne est en service du lundi au vendredi de 4 h 45 à 1 h 30, le samedi à partir de 4 h 55 et les dimanches et fêtes à partir de 6 h 50. - Particularités : - Il existe de nombreux services du lundi au vendredi aux heures de pointe entre Bois-d'Arcy — Méliès — Croix Bonnet et Gare de Trappes. - Les derniers services partent / terminent à Gare de La Verrière. - Du lundi au samedi et en direction du Mesnil-Saint-Denis, les premiers services partent de Bois de l'Étang. - Date de dernière mise à jour : 11 septembre 2020. | | | | | | | | |
| 5105  | Dernière actualisation : — | | | | | | | | |
| 5106  | Gare de Trappes ⥋ Élancourt — La Mare aux Saules / Plaisir — Z.I. Les Gâtines (du lundi au vendredi à certaines heures) | Gare de Trappes ⥋ Élancourt — La Mare aux Saules / Plaisir — Z.I. Les Gâtines (du lundi au vendredi à certaines heures)                  | Gare de Trappes ⥋ Élancourt — La Mare aux Saules / Plaisir — Z.I. Les Gâtines (du lundi au vendredi à certaines heures)                  | Gare de Trappes ⥋ Élancourt — La Mare aux Saules / Plaisir — Z.I. Les Gâtines (du lundi au vendredi à certaines heures)                  | Gare de Trappes ⥋ Élancourt — La Mare aux Saules / Plaisir — Z.I. Les Gâtines (du lundi au vendredi à certaines heures)                  | Gare de Trappes ⥋ Élancourt — La Mare aux Saules / Plaisir — Z.I. Les Gâtines (du lundi au vendredi à certaines heures)                  | Gare de Trappes ⥋ Élancourt — La Mare aux Saules / Plaisir — Z.I. Les Gâtines (du lundi au vendredi à certaines heures)                  | Gare de Trappes ⥋ Élancourt — La Mare aux Saules / Plaisir — Z.I. Les Gâtines (du lundi au vendredi à certaines heures)                  | Gare de Trappes ⥋ Élancourt — La Mare aux Saules / Plaisir — Z.I. Les Gâtines (du lundi au vendredi à certaines heures)                  |
| 5106  | Ouverture / Fermeture 10 janvier 2011 / — | Longueur 8,5 km | Durée 10-30 min | Nb. d’arrêts 23 | Matériel Standards et articulés | Jours de fonctionnement L, Ma, Me, J, V, S, D                                                                                            | Jour / Soir / Nuit / Fêtes O / O / N / O                                                                                                 | Voy. / an — | Dépôt — |
| 5106  | Desserte : - Villes et lieux desservis : Trappes (Hôtel de ville, Institut de Promotion de la Santé, Hôpital), Élancourt (Hôtel de ville) et Plaisir - Gare desservie : Trappes | | | | | | | | |
| 5106  | Autre : - Zone traversée : 5 - Arrêt non accessible aux UFR : Rond-point des Gâtines, Les Grands Jardins, La Bataille et Pierre Curie - Amplitudes horaires : La ligne est en service du lundi au vendredi de 4 h 35 à 1 h 40, le samedi à partir de 4 h 55 et les dimanches et fêtes de 7 h 35 à 1 h 45. - Particularités : Il existe de nombreux services du lundi au vendredi entre Gare de Trappes et Jean Lurçat. - Date de dernière mise à jour : 2 septembre 2018. | | | | | | | | |
| 5106  | Dernière actualisation : — | | | | | | | | |
| 5107  | Gare de La Verrière ⥋ Gare de Trappes | Gare de La Verrière ⥋ Gare de Trappes | Gare de La Verrière ⥋ Gare de Trappes | Gare de La Verrière ⥋ Gare de Trappes | Gare de La Verrière ⥋ Gare de Trappes | Gare de La Verrière ⥋ Gare de Trappes | Gare de La Verrière ⥋ Gare de Trappes | Gare de La Verrière ⥋ Gare de Trappes | Gare de La Verrière ⥋ Gare de Trappes |
| 5107  | Ouverture / Fermeture 17 janvier 1977 / — | Longueur 9,5 km | Durée 15-35 min | Nb. d’arrêts 22 | Matériel Standards et articulés | Jours de fonctionnement L, Ma, Me, J, V, S, D                                                                                            | Jour / Soir / Nuit / Fêtes O / O / N / O                                                                                                 | Voy. / an — | Dépôt — |
| 5107  | Desserte : - Villes et lieux desservis : Trappes (Hôtel de ville, Institut de Promotion de la Santé, Hôpital), Élancourt (Hôtel de ville, médiathèque) et Maurepas (Hôtel de ville) - Gares desservies : Trappes et La Verrière | | | | | | | | |
| 5107  | Autre : - Zone traversée : 5 - Arrêt non accessible aux UFR : Les Pyramides et Centre Commercial (vers Trappes) - Amplitudes horaires : La ligne est en service du lundi au vendredi de 4 h 30 à 1 h 55, le samedi à partir de 4 h 45 et les dimanches et fêtes à partir de 7 h 20. - Date de dernière mise à jour : 2 septembre 2018. | | | | | | | | |
| 5107  | Dernière actualisation : — | | | | | | | | |

### Lignes de 5110 à 5119
| Ligne | Caractéristiques | Caractéristiques                                                                | Caractéristiques                                                                | Caractéristiques                                                                | Caractéristiques                                                                | Caractéristiques                                                                | Caractéristiques                                                                | Caractéristiques                                                                | Caractéristiques                                                                |
| 5110  | Gare de Plaisir - Grignon ⥋ Gare de Saint-Quentin-en-Yvelines (Paul Delouvrier) | Gare de Plaisir - Grignon ⥋ Gare de Saint-Quentin-en-Yvelines (Paul Delouvrier) | Gare de Plaisir - Grignon ⥋ Gare de Saint-Quentin-en-Yvelines (Paul Delouvrier) | Gare de Plaisir - Grignon ⥋ Gare de Saint-Quentin-en-Yvelines (Paul Delouvrier) | Gare de Plaisir - Grignon ⥋ Gare de Saint-Quentin-en-Yvelines (Paul Delouvrier) | Gare de Plaisir - Grignon ⥋ Gare de Saint-Quentin-en-Yvelines (Paul Delouvrier) | Gare de Plaisir - Grignon ⥋ Gare de Saint-Quentin-en-Yvelines (Paul Delouvrier) | Gare de Plaisir - Grignon ⥋ Gare de Saint-Quentin-en-Yvelines (Paul Delouvrier) | Gare de Plaisir - Grignon ⥋ Gare de Saint-Quentin-en-Yvelines (Paul Delouvrier) |
| ----- | --- | ------------------------------------------------------------------------------- | ------------------------------------------------------------------------------- | ------------------------------------------------------------------------------- | ------------------------------------------------------------------------------- | ------------------------------------------------------------------------------- | ------------------------------------------------------------------------------- | ------------------------------------------------------------------------------- | ------------------------------------------------------------------------------- |
| 5110  | Ouverture / Fermeture — / — | Longueur —                                                                      | Durée 30-35 min                                                                 | Nb. d’arrêts 25                                                                 | Matériel Citaro C2 S 315 NF S 415 NF                                            | Jours de fonctionnement L, Ma, Me, J, V, S, D                                   | Jour / Soir / Nuit / Fêtes O / O / N / O                                        | Voy. / an —                                                                     | Dépôt Plaisir                                                                   |
| 5110  | Desserte : - Villes et lieux desservis : Plaisir, Élancourt, Trappes et Montigny-le-Bretonneux - Gares desservies : Plaisir - Grignon et Saint-Quentin-en-Yvelines - Montigny-le-Bretonneux |                                                                                 |                                                                                 |                                                                                 |                                                                                 |                                                                                 |                                                                                 |                                                                                 |                                                                                 |
| 5110  | Autre : - Zone traversée : 5 - Arrêts non accessibles aux UFR : — - Amplitudes horaires : La ligne fonctionne du lundi au vendredi de 5 h 35 à 21 h 45, le samedi de 6 h 50 à 20 h 40 et les dimanches et fêtes jusqu'à 21 h 10. - Date de dernière mise à jour : 17 janvier 2023. |                                                                                 |                                                                                 |                                                                                 |                                                                                 |                                                                                 |                                                                                 |                                                                                 |                                                                                 |
| 5110  | Dernière actualisation : — |                                                                                 |                                                                                 |                                                                                 |                                                                                 |                                                                                 |                                                                                 |                                                                                 |                                                                                 |
| 5111  | Gare de Plaisir - Grignon ⥋ Gare de Saint-Quentin-en-Yvelines (Avenue des Prés) | Gare de Plaisir - Grignon ⥋ Gare de Saint-Quentin-en-Yvelines (Avenue des Prés) | Gare de Plaisir - Grignon ⥋ Gare de Saint-Quentin-en-Yvelines (Avenue des Prés) | Gare de Plaisir - Grignon ⥋ Gare de Saint-Quentin-en-Yvelines (Avenue des Prés) | Gare de Plaisir - Grignon ⥋ Gare de Saint-Quentin-en-Yvelines (Avenue des Prés) | Gare de Plaisir - Grignon ⥋ Gare de Saint-Quentin-en-Yvelines (Avenue des Prés) | Gare de Plaisir - Grignon ⥋ Gare de Saint-Quentin-en-Yvelines (Avenue des Prés) | Gare de Plaisir - Grignon ⥋ Gare de Saint-Quentin-en-Yvelines (Avenue des Prés) | Gare de Plaisir - Grignon ⥋ Gare de Saint-Quentin-en-Yvelines (Avenue des Prés) |
| 5111  | Ouverture / Fermeture 31 août 2015 / — | Longueur —                                                                      | Durée 35 min                                                                    | Nb. d’arrêts 18                                                                 | Matériel S 415 ÜL                                                               | Jours de fonctionnement L, Ma, Me, J, V                                         | Jour / Soir / Nuit / Fêtes O / N / N / N                                        | Voy. / an —                                                                     | Dépôt Plaisir                                                                   |
| 5111  | Desserte : - Villes et lieux desservis : Plaisir, Les Clayes-sous-Bois, Fontenay-le-Fleury, Bois-d'Arcy et Montigny-le-Bretonneux - Gares desservies : Plaisir - Grignon, Villepreux - Les Clayes et Saint-Quentin-en-Yvelines - Montigny-le-Bretonneux |                                                                                 |                                                                                 |                                                                                 |                                                                                 |                                                                                 |                                                                                 |                                                                                 |                                                                                 |
| 5111  | Autre : - Zone traversée : 5 - Arrêts non accessibles aux UFR : — - Amplitudes horaires : La ligne fonctionne du lundi au vendredi de 6 h 10 à 9 h 30 puis de 15 h 55 à 20 h 30. - Date de dernière mise à jour : 2 septembre 2018. |                                                                                 |                                                                                 |                                                                                 |                                                                                 |                                                                                 |                                                                                 |                                                                                 |                                                                                 |
| 5111  | Dernière actualisation : — |                                                                                 |                                                                                 |                                                                                 |                                                                                 |                                                                                 |                                                                                 |                                                                                 |                                                                                 |
| 5112  | Les Clayes-sous-Bois — Gare routière ⥋ Gare de Noisy-le-Roi | Les Clayes-sous-Bois — Gare routière ⥋ Gare de Noisy-le-Roi                     | Les Clayes-sous-Bois — Gare routière ⥋ Gare de Noisy-le-Roi                     | Les Clayes-sous-Bois — Gare routière ⥋ Gare de Noisy-le-Roi                     | Les Clayes-sous-Bois — Gare routière ⥋ Gare de Noisy-le-Roi                     | Les Clayes-sous-Bois — Gare routière ⥋ Gare de Noisy-le-Roi                     | Les Clayes-sous-Bois — Gare routière ⥋ Gare de Noisy-le-Roi                     | Les Clayes-sous-Bois — Gare routière ⥋ Gare de Noisy-le-Roi                     | Les Clayes-sous-Bois — Gare routière ⥋ Gare de Noisy-le-Roi                     |
| 5112  | Ouverture / Fermeture 31 janvier 2005 / — | Longueur —                                                                      | Durée 20 min                                                                    | Nb. d’arrêts 11                                                                 | Matériel GX 137 Sprinter 77                                                     | Jours de fonctionnement L, Ma, Me, J, V                                         | Jour / Soir / Nuit / Fêtes O / N / N / N                                        | Voy. / an —                                                                     | Dépôt Plaisir                                                                   |
| 5112  | Desserte : - Villes et lieux desservis : Les Clayes-sous-Bois, Villepreux, Rennemoulin et Noisy-le-Roi - Gares desservies : Villepreux - Les Clayes et Noisy-le-Roi |                                                                                 |                                                                                 |                                                                                 |                                                                                 |                                                                                 |                                                                                 |                                                                                 |                                                                                 |
| 5112  | Autre : - Zone traversée : 5 - Arrêts non accessibles aux UFR : — - Amplitudes horaires : La ligne fonctionne du lundi au vendredi de 6 h 20 à 9 h 25 puis de 16 h 5 à 20 h 10. - Date de dernière mise à jour : 2 septembre 2018. |                                                                                 |                                                                                 |                                                                                 |                                                                                 |                                                                                 |                                                                                 |                                                                                 |                                                                                 |
| 5112  | Dernière actualisation : — |                                                                                 |                                                                                 |                                                                                 |                                                                                 |                                                                                 |                                                                                 |                                                                                 |                                                                                 |
| 5113  | Gare de Plaisir - Grignon ⥋ Plaisir — Marché | Gare de Plaisir - Grignon ⥋ Plaisir — Marché                                    | Gare de Plaisir - Grignon ⥋ Plaisir — Marché                                    | Gare de Plaisir - Grignon ⥋ Plaisir — Marché                                    | Gare de Plaisir - Grignon ⥋ Plaisir — Marché                                    | Gare de Plaisir - Grignon ⥋ Plaisir — Marché                                    | Gare de Plaisir - Grignon ⥋ Plaisir — Marché                                    | Gare de Plaisir - Grignon ⥋ Plaisir — Marché                                    | Gare de Plaisir - Grignon ⥋ Plaisir — Marché                                    |
| 5113  | Ouverture / Fermeture 15 décembre 2008 / — | Longueur —                                                                      | Durée 5-10 min                                                                  | Nb. d’arrêts 5                                                                  | Matériel Citaro C2 S 315 NF S 415 NF                                            | Jours de fonctionnement L, Ma, Me, J, V, S, D                                   | Jour / Soir / Nuit / Fêtes O / O / N / O                                        | Voy. / an —                                                                     | Dépôt Plaisir                                                                   |
| 5113  | Desserte : - Ville et lieux desservis : Plaisir - Gare desservie : Plaisir - Grignon |                                                                                 |                                                                                 |                                                                                 |                                                                                 |                                                                                 |                                                                                 |                                                                                 |                                                                                 |
| 5113  | Autre : - Zone traversée : 5 - Arrêts non accessibles aux UFR : — - Amplitudes horaires : La ligne fonctionne du lundi au vendredi de 5 h 20 à 22 h 55, le samedi de 5 h 25 à 22 h 40 et les dimanches et fêtes de 6 h 15 à 22 h 30. - Date de dernière mise à jour : 2 septembre 2018. |                                                                                 |                                                                                 |                                                                                 |                                                                                 |                                                                                 |                                                                                 |                                                                                 |                                                                                 |
| 5113  | Dernière actualisation : — |                                                                                 |                                                                                 |                                                                                 |                                                                                 |                                                                                 |                                                                                 |                                                                                 |                                                                                 |
| 5114  | Plaisir - Grignon — Gare ⥋ Trappes — Pissaloup | Plaisir - Grignon — Gare ⥋ Trappes — Pissaloup                                  | Plaisir - Grignon — Gare ⥋ Trappes — Pissaloup                                  | Plaisir - Grignon — Gare ⥋ Trappes — Pissaloup                                  | Plaisir - Grignon — Gare ⥋ Trappes — Pissaloup                                  | Plaisir - Grignon — Gare ⥋ Trappes — Pissaloup                                  | Plaisir - Grignon — Gare ⥋ Trappes — Pissaloup                                  | Plaisir - Grignon — Gare ⥋ Trappes — Pissaloup                                  | Plaisir - Grignon — Gare ⥋ Trappes — Pissaloup                                  |
| 5114  | Ouverture / Fermeture — / — | Longueur 11,40 km                                                               | Durée 20-25 min                                                                 | Nb. d’arrêts 20                                                                 | Matériel Citaro C2 S 315 NF S 415 NF                                            | Jours de fonctionnement L, Ma, Me, J, V                                         | Jour / Soir / Nuit / Fêtes O / N / N / N                                        | Voy. / an —                                                                     | Dépôt Plaisir                                                                   |
| 5114  | Desserte : - Villes et lieux desservis : Plaisir, Élancourt et Trappes - Gare desservie : Plaisir - Grignon |                                                                                 |                                                                                 |                                                                                 |                                                                                 |                                                                                 |                                                                                 |                                                                                 |                                                                                 |
| 5114  | Autre : - Zone traversée : 5 - Arrêts non accessibles aux UFR : — - Amplitudes horaires : La ligne fonctionne du lundi au vendredi de 7 h 30 à 8 h 55 puis de 17 h 25 à 18 h 20 (le lundi, mardi, jeudi et vendredi) / de 15 h 55 à 17 h 50 (le vendredi uniquement). - Date de dernière mise à jour : 17 janvier 2023. |                                                                                 |                                                                                 |                                                                                 |                                                                                 |                                                                                 |                                                                                 |                                                                                 |                                                                                 |
| 5114  | Dernière actualisation : — |                                                                                 |                                                                                 |                                                                                 |                                                                                 |                                                                                 |                                                                                 |                                                                                 |                                                                                 |
| 5115  | Chavenay — Vallon ⥋ Villepreux — Village - École J. Gillet | Chavenay — Vallon ⥋ Villepreux — Village - École J. Gillet                      | Chavenay — Vallon ⥋ Villepreux — Village - École J. Gillet                      | Chavenay — Vallon ⥋ Villepreux — Village - École J. Gillet                      | Chavenay — Vallon ⥋ Villepreux — Village - École J. Gillet                      | Chavenay — Vallon ⥋ Villepreux — Village - École J. Gillet                      | Chavenay — Vallon ⥋ Villepreux — Village - École J. Gillet                      | Chavenay — Vallon ⥋ Villepreux — Village - École J. Gillet                      | Chavenay — Vallon ⥋ Villepreux — Village - École J. Gillet                      |
| 5115  | Ouverture / Fermeture 31 août 2015 / — | Longueur —                                                                      | Durée 20-30 min                                                                 | Nb. d’arrêts 18                                                                 | Matériel GX 137                                                                 | Jours de fonctionnement L, Ma, Me, J, V, S, D                                   | Jour / Soir / Nuit / Fêtes O / N / N / O                                        | Voy. / an —                                                                     | Dépôt —                                                                         |
| 5115  | Desserte : - Villes et lieux desservis : Chavenay, Villepreux et Les Clayes-sous-Bois - Gare desservie : Villepreux - Les Clayes |                                                                                 |                                                                                 |                                                                                 |                                                                                 |                                                                                 |                                                                                 |                                                                                 |                                                                                 |
| 5115  | Autre : - Zone traversée : 5 - Arrêts accessibles aux UFR : Thomas Pesquet, Vaugirard, Gymnase Jeu de Paume, Lycée Sonia Delaunay, Villepreux-Les Clayes Gare Nord, Haie Bergerie et Village - École J. Gillet - Amplitudes horaires : La ligne fonctionne du lundi au vendredi de 5 h 30 à 21 h 30, avancé à 21 h 15 durant les vacances scolaires, le week-end et les jours de fêtes de 7 h 15 à 20 h 45. - Particularités : La desserte des arrêts entre Villepreux — Vaugirard et Chavenay — Vallon est observée du lundi au vendredi aux heures de pointe à raison d'une course toutes les demi-heures, restreinte à toutes les heures durant les vacances scolaires, et aux heures creuses, le week-end et fêtes à raison d'une course toutes les deux heures. - Date de dernière mise à jour : 7 mars 2022. |                                                                                 |                                                                                 |                                                                                 |                                                                                 |                                                                                 |                                                                                 |                                                                                 |                                                                                 |
| 5115  | Dernière actualisation : — |                                                                                 |                                                                                 |                                                                                 |                                                                                 |                                                                                 |                                                                                 |                                                                                 |                                                                                 |

### Lignes de 5120 à 5129
| Ligne | Caractéristiques | Caractéristiques                                                                                         | Caractéristiques                                                                                         | Caractéristiques                                                                                         | Caractéristiques                                                                                         | Caractéristiques                                                                                         | Caractéristiques                                                                                         | Caractéristiques                                                                                         | Caractéristiques                                                                                         |
| 5120  | Gare de La Verrière ⥋ Trappes — Pissaloup | Gare de La Verrière ⥋ Trappes — Pissaloup                                                                | Gare de La Verrière ⥋ Trappes — Pissaloup                                                                | Gare de La Verrière ⥋ Trappes — Pissaloup                                                                | Gare de La Verrière ⥋ Trappes — Pissaloup                                                                | Gare de La Verrière ⥋ Trappes — Pissaloup                                                                | Gare de La Verrière ⥋ Trappes — Pissaloup                                                                | Gare de La Verrière ⥋ Trappes — Pissaloup                                                                | Gare de La Verrière ⥋ Trappes — Pissaloup                                                                |
| ----- | --- | --- | --- | --- | --- | --- | --- | --- | --- |
| 5120  | Ouverture / Fermeture 3 septembre 2018 / — | Longueur —                                                                                               | Durée 10-25 min                                                                                          | Nb. d’arrêts 15                                                                                          | Matériel Standards et articulés                                                                          | Jours de fonctionnement L, Ma, Me, J, V, S, D                                                            | Jour / Soir / Nuit / Fêtes O / N / N / O                                                                 | Voy. / an —                                                                                              | Dépôt —                                                                                                  |
| 5120  | Desserte : - Villes et lieux desservis : La Verrière, Maurepas, Élancourt et Trappes - Gare desservie : La Verrière | | | | | | | | |
| 5120  | Autre : - Zone traversée : 5 - Arrêts non accessibles aux UFR : Gare de La Verrière, Centre Commercial et Les Pyramides - Amplitudes horaires : La ligne fonctionne du lundi au vendredi de 4 h 55 à 23 h 20, le samedi à partir de 6 h 25 et les dimanches et fêtes de 7 h 55 à 20 h 50. - Particularités : Il existe des services le matin du lundi au vendredi en période scolaire entre France Miniature à Gare de La Verrière. - Date de dernière mise à jour : 2 septembre 2018.                   | | | | | | | | |
| 5120  | Dernière actualisation : — | | | | | | | | |
| 5121  | Maurepas — Grand'Mare ⥋ Guyancourt — Trou Berger (matin) / Guyancourt — 60 Arpents - Technocentre (soir) | Maurepas — Grand'Mare ⥋ Guyancourt — Trou Berger (matin) / Guyancourt — 60 Arpents - Technocentre (soir) | Maurepas — Grand'Mare ⥋ Guyancourt — Trou Berger (matin) / Guyancourt — 60 Arpents - Technocentre (soir) | Maurepas — Grand'Mare ⥋ Guyancourt — Trou Berger (matin) / Guyancourt — 60 Arpents - Technocentre (soir) | Maurepas — Grand'Mare ⥋ Guyancourt — Trou Berger (matin) / Guyancourt — 60 Arpents - Technocentre (soir) | Maurepas — Grand'Mare ⥋ Guyancourt — Trou Berger (matin) / Guyancourt — 60 Arpents - Technocentre (soir) | Maurepas — Grand'Mare ⥋ Guyancourt — Trou Berger (matin) / Guyancourt — 60 Arpents - Technocentre (soir) | Maurepas — Grand'Mare ⥋ Guyancourt — Trou Berger (matin) / Guyancourt — 60 Arpents - Technocentre (soir) | Maurepas — Grand'Mare ⥋ Guyancourt — Trou Berger (matin) / Guyancourt — 60 Arpents - Technocentre (soir) |
| 5121  | Ouverture / Fermeture — / — | Longueur —                                                                                               | Durée 55 min                                                                                             | Nb. d’arrêts 35                                                                                          | Matériel Standards                                                                                       | Jours de fonctionnement L, Ma, Me, J, V                                                                  | Jour / Soir / Nuit / Fêtes O / N / N / N                                                                 | Voy. / an —                                                                                              | Dépôt —                                                                                                  |
| 5121  | Desserte : - Villes et lieux desservis : Maurepas, Élancourt, Trappes et Guyancourt | | | | | | | | |
| 5121  | Autre : - Zone traversée : 5 - Arrêts non accessibles aux UFR : — - Amplitudes horaires : La ligne est en service du lundi au vendredi de 6 h 35 à 7 h 30 puis de 16 h 30 à 17 h 25. - Date de dernière mise à jour : 4 septembre 2018. | | | | | | | | |
| 5121  | Dernière actualisation : — | | | | | | | | |
| 5122  | Gare de La Verrière ⥋ Élancourt — Les Côtes | Gare de La Verrière ⥋ Élancourt — Les Côtes                                                              | Gare de La Verrière ⥋ Élancourt — Les Côtes                                                              | Gare de La Verrière ⥋ Élancourt — Les Côtes                                                              | Gare de La Verrière ⥋ Élancourt — Les Côtes                                                              | Gare de La Verrière ⥋ Élancourt — Les Côtes                                                              | Gare de La Verrière ⥋ Élancourt — Les Côtes                                                              | Gare de La Verrière ⥋ Élancourt — Les Côtes                                                              | Gare de La Verrière ⥋ Élancourt — Les Côtes                                                              |
| 5122  | Ouverture / Fermeture 3 septembre 2018 / — | Longueur —                                                                                               | Durée 5-25 min                                                                                           | Nb. d’arrêts 16                                                                                          | Matériel Standards                                                                                       | Jours de fonctionnement L, Ma, Me, J, V, S                                                               | Jour / Soir / Nuit / Fêtes O / N / N / N                                                                 | Voy. / an —                                                                                              | Dépôt —                                                                                                  |
| 5122  | Desserte : - Villes et lieux desservis : La Verrière, Maurepas et Élancourt - Gare desservie : La Verrière | | | | | | | | |
| 5122  | Autre : - Zone traversée : 5 - Arrêts non accessibles aux UFR : Centre Commercial (vers Élancourt), Les Pyramides, Collège Alexandre Dumas (vers La Verrière), Bois de Maurepas (vers Élancourt) et La Villeparc. - Amplitudes horaires : La ligne fonctionne du lundi au samedi de 5 h 25 à 22 h 50. - Particularités : Il existe des services partiels le matin du lundi au vendredi en période scolaire de Le Bois Joli vers Gare de La Verrière. - Date de dernière mise à jour : 11 septembre 2020. | | | | | | | | |
| 5122  | Dernière actualisation : — | | | | | | | | |
| 5123  | (Circulaire) Gare de La Verrière ⥋ via Maurepas et Coignières | (Circulaire) Gare de La Verrière ⥋ via Maurepas et Coignières                                            | (Circulaire) Gare de La Verrière ⥋ via Maurepas et Coignières                                            | (Circulaire) Gare de La Verrière ⥋ via Maurepas et Coignières                                            | (Circulaire) Gare de La Verrière ⥋ via Maurepas et Coignières                                            | (Circulaire) Gare de La Verrière ⥋ via Maurepas et Coignières                                            | (Circulaire) Gare de La Verrière ⥋ via Maurepas et Coignières                                            | (Circulaire) Gare de La Verrière ⥋ via Maurepas et Coignières                                            | (Circulaire) Gare de La Verrière ⥋ via Maurepas et Coignières                                            |
| 5123  | Ouverture / Fermeture 3 septembre 2018 / — | Longueur —                                                                                               | Durée 15-40 min                                                                                          | Nb. d’arrêts 30                                                                                          | Matériel Standards                                                                                       | Jours de fonctionnement L, Ma, Me, J, V, S, D                                                            | Jour / Soir / Nuit / Fêtes O / N / N / O                                                                 | Voy. / an —                                                                                              | Dépôt —                                                                                                  |
| 5123  | Desserte : - Villes et lieux desservis : La Verrière, Maurepas et Coignières - Gares desservies : La Verrière et Coignières | | | | | | | | |
| 5123  | Autre : - Zone traversée : 5 - Arrêts non accessibles aux UFR : — - Amplitudes horaires : La ligne fonctionne du lundi au vendredi de 5 h 45 à 22 h 40, le samedi à partir de 6 h et les dimanches et fêtes de 8 h à 18 h 40. - Particularités : Il existe des services le soir du lundi au vendredi de Gare de La Verrière à Les Louveries. - Date de dernière mise à jour : 2 septembre 2018. | | | | | | | | |
| 5123  | Dernière actualisation : — | | | | | | | | |
| 5124  | (Circulaire) Gare de La Verrière ⥋ via Coignières et Maurepas | (Circulaire) Gare de La Verrière ⥋ via Coignières et Maurepas                                            | (Circulaire) Gare de La Verrière ⥋ via Coignières et Maurepas                                            | (Circulaire) Gare de La Verrière ⥋ via Coignières et Maurepas                                            | (Circulaire) Gare de La Verrière ⥋ via Coignières et Maurepas                                            | (Circulaire) Gare de La Verrière ⥋ via Coignières et Maurepas                                            | (Circulaire) Gare de La Verrière ⥋ via Coignières et Maurepas                                            | (Circulaire) Gare de La Verrière ⥋ via Coignières et Maurepas                                            | (Circulaire) Gare de La Verrière ⥋ via Coignières et Maurepas                                            |
| 5124  | Ouverture / Fermeture 3 septembre 2018 / — | Longueur —                                                                                               | Durée 15-45 min                                                                                          | Nb. d’arrêts 30                                                                                          | Matériel Standards                                                                                       | Jours de fonctionnement L, Ma, Me, J, V, S, D                                                            | Jour / Soir / Nuit / Fêtes O / N / N / O                                                                 | Voy. / an —                                                                                              | Dépôt —                                                                                                  |
| 5124  | Desserte : - Villes et lieux desservis : La Verrière, Coignières et Maurepas - Gares desservies : La Verrière et Coignières | | | | | | | | |
| 5124  | Autre : - Zone traversée : 5 - Arrêts non accessibles aux UFR : — - Amplitudes horaires : La ligne fonctionne du lundi au vendredi de 5 h 35 à 23 h 10, le samedi à partir de 5 h 30 et les dimanches et fêtes de 9 h à 19 h 40. - Particularités : Il existe des services le matin du lundi au vendredi de Les Louveries à Gare de La Verrière. - Date de dernière mise à jour : 2 septembre 2018. | | | | | | | | |
| 5124  | Dernière actualisation : — | | | | | | | | |
| 5125  | Gare de La Verrière ⥋ Élancourt — France Miniature | Gare de La Verrière ⥋ Élancourt — France Miniature                                                       | Gare de La Verrière ⥋ Élancourt — France Miniature                                                       | Gare de La Verrière ⥋ Élancourt — France Miniature                                                       | Gare de La Verrière ⥋ Élancourt — France Miniature                                                       | Gare de La Verrière ⥋ Élancourt — France Miniature                                                       | Gare de La Verrière ⥋ Élancourt — France Miniature                                                       | Gare de La Verrière ⥋ Élancourt — France Miniature                                                       | Gare de La Verrière ⥋ Élancourt — France Miniature                                                       |
| 5125  | Ouverture / Fermeture 3 septembre 2018 / — | Longueur —                                                                                               | Durée 10 min                                                                                             | Nb. d’arrêts 8                                                                                           | Matériel Standards                                                                                       | Jours de fonctionnement L, Ma, Me, J, V, S                                                               | Jour / Soir / Nuit / Fêtes O / N / N / N                                                                 | Voy. / an —                                                                                              | Dépôt —                                                                                                  |
| 5125  | Desserte : - Villes et lieux desservis : La Verrière, Maurepas et Élancourt - Gare desservie : La Verrière | | | | | | | | |
| 5125  | Autre : - Zone traversée : 5 - Arrêts non accessibles aux UFR : — - Amplitudes horaires : La ligne fonctionne du lundi au samedi de 6 h 5 à 20 h 40. - Date de dernière mise à jour : 2 septembre 2018. | | | | | | | | |
| 5125  | Dernière actualisation : — | | | | | | | | |

### Lignes de 5130 à 5139
| Ligne | Caractéristiques | Caractéristiques                                                                                                | Caractéristiques                                                                                                | Caractéristiques                                                                                                | Caractéristiques                                                                                                | Caractéristiques                                                                                                | Caractéristiques                                                                                                | Caractéristiques                                                                                                | Caractéristiques                                                                                                |
| 5130  | (Circulaire) Gare de Trappes ⥋ via Z.A. Trappes - Élancourt | (Circulaire) Gare de Trappes ⥋ via Z.A. Trappes - Élancourt                                                     | (Circulaire) Gare de Trappes ⥋ via Z.A. Trappes - Élancourt                                                     | (Circulaire) Gare de Trappes ⥋ via Z.A. Trappes - Élancourt                                                     | (Circulaire) Gare de Trappes ⥋ via Z.A. Trappes - Élancourt                                                     | (Circulaire) Gare de Trappes ⥋ via Z.A. Trappes - Élancourt                                                     | (Circulaire) Gare de Trappes ⥋ via Z.A. Trappes - Élancourt                                                     | (Circulaire) Gare de Trappes ⥋ via Z.A. Trappes - Élancourt                                                     | (Circulaire) Gare de Trappes ⥋ via Z.A. Trappes - Élancourt                                                     |
| ----- | --- | --- | --- | --- | --- | --- | --- | --- | --- |
| 5130  | Ouverture / Fermeture 12 novembre 2012 / — | Longueur 8 km                                                                                                   | Durée 20 min | Nb. d’arrêts 17                                                                                                 | Matériel Standards                                                                                              | Jours de fonctionnement L, Ma, Me, J, V                                                                         | Jour / Soir / Nuit / Fêtes O / N / N / N                                                                        | Voy. / an — | Dépôt — |
| 5130  | Desserte : - Ville et lieux desservis : Trappes - Gare desservie : Trappes | | | | | | | | |
| 5130  | Autre : - Zone traversée : 5 - Arrêts non accessibles aux UFR : Pythagore (sens de l'après-midi) - Amplitudes horaires : La ligne est en service du lundi au vendredi de 6 h 35 à 20 h 10. - Date de dernière mise à jour : 2 septembre 2018. | | | | | | | | |
| 5130  | Dernière actualisation : — | | | | | | | | |
| 5131  | (Circulaire) Trappes — Hennequin ⥋ via Trappes — Jean Lurçat | (Circulaire) Trappes — Hennequin ⥋ via Trappes — Jean Lurçat                                                    | (Circulaire) Trappes — Hennequin ⥋ via Trappes — Jean Lurçat                                                    | (Circulaire) Trappes — Hennequin ⥋ via Trappes — Jean Lurçat                                                    | (Circulaire) Trappes — Hennequin ⥋ via Trappes — Jean Lurçat                                                    | (Circulaire) Trappes — Hennequin ⥋ via Trappes — Jean Lurçat                                                    | (Circulaire) Trappes — Hennequin ⥋ via Trappes — Jean Lurçat                                                    | (Circulaire) Trappes — Hennequin ⥋ via Trappes — Jean Lurçat                                                    | (Circulaire) Trappes — Hennequin ⥋ via Trappes — Jean Lurçat                                                    |
| 5131  | Ouverture / Fermeture 12 novembre 2012 / — | Longueur 10,5 km                                                                                                | Durée 30-40 min                                                                                                 | Nb. d’arrêts 26                                                                                                 | Matériel Midibus                                                                                                | Jours de fonctionnement L, Ma, Me, J, V                                                                         | Jour / Soir / Nuit / Fêtes O / N / N / N                                                                        | Voy. / an — | Dépôt — |
| 5131  | Desserte : - Villes et lieux desservis : Trappes, Élancourt et La Verrière | | | | | | | | |
| 5131  | Autre : - Zone traversée : 5 - Arrêts non accessibles aux UFR : Allée des Yvelines, Chapelle de la Villedieu (sens de l'après-midi) et Pythagore (sens du matin) - Amplitudes horaires : La ligne est en service du lundi au vendredi de 4 h 20 à 8 h 45 puis de 12 h 30 à 22 h 30. - Date de dernière mise à jour : 2 septembre 2018. | | | | | | | | |
| 5131  | Dernière actualisation : — | | | | | | | | |
| 5132  | Le Mesnil-Saint-Denis — Collège Sainte-Thérèse ⥋ Gare de Trappes | Le Mesnil-Saint-Denis — Collège Sainte-Thérèse ⥋ Gare de Trappes                                                | Le Mesnil-Saint-Denis — Collège Sainte-Thérèse ⥋ Gare de Trappes                                                | Le Mesnil-Saint-Denis — Collège Sainte-Thérèse ⥋ Gare de Trappes                                                | Le Mesnil-Saint-Denis — Collège Sainte-Thérèse ⥋ Gare de Trappes                                                | Le Mesnil-Saint-Denis — Collège Sainte-Thérèse ⥋ Gare de Trappes                                                | Le Mesnil-Saint-Denis — Collège Sainte-Thérèse ⥋ Gare de Trappes                                                | Le Mesnil-Saint-Denis — Collège Sainte-Thérèse ⥋ Gare de Trappes                                                | Le Mesnil-Saint-Denis — Collège Sainte-Thérèse ⥋ Gare de Trappes                                                |
| 5132  | Ouverture / Fermeture 28 août 2000 / — | Longueur 13,1 km                                                                                                | Durée 10-40 min                                                                                                 | Nb. d’arrêts 31                                                                                                 | Matériel Standards et articulés                                                                                 | Jours de fonctionnement L, Ma, Me, J, V, S                                                                      | Jour / Soir / Nuit / Fêtes O / N / N / N                                                                        | Voy. / an — | Dépôt — |
| 5132  | Desserte : - Villes et lieux desservis : Le Mesnil-Saint-Denis (collège Sainte-Thérèse, collège Philippe de Champaigne, piscine intercommunale), La Verrière (parc sportif Philippe Cousteau, institut MGEN, institut de formation en soins infirmiers, Le Scarabée, hôtel de ville) Élancourt (commanderie des Templiers de la Villedieu, coulée verte de la Villedieu, gymnase Maurice Chastanier, bois des Réaux) et Trappes (collège Youri Gagarine, complexe sportif Youri Gagarine, église orthodoxe Saint-Jean-Cassien-et-Sainte-Geneviève, stade Robert Gravaud, zone d'activités de la Buisson de la Couldre, hôtel d'agglomération, cimetière Le Parc, observatoire Météo-France) - Gares desservies : La Verrière et Trappes | | | | | | | | |
| 5132  | Autre : - Zone traversée : 5 - Arrêts non accessibles aux UFR : Collège Sainte-Thérèse, Maréchal Joffre (vers Trappes), Rue du Pommeret, Place Henri IV, Rond-Point de Chasse, Ferme des Roses et Hôpital MGEN vers Le Mesnil-Saint-Denis. - Amplitudes horaires : La ligne est en service du lundi au vendredi de 7 h 5 à 20 h et le samedi de 7 h 10 à 14 h 5 à raison d'une course toutes les heures. - Particularités : : Les parcours de la ligne se décomposent comme indiqué ci-dessous. - La desserte principale concerne le parcours entre la gare de Trappes et celle de La Verrière. - La desserte du collège Sainte-Thérèse, du lundi au vendredi en période scolaire uniquement, est assurée à raison de trois allers le matin et deux retours l'après-midi ou à midi le mercredi, le premier trajet aller partant de La Verrière — Bois de l'Étang. - La desserte du lundi au vendredi en période scolaire uniquement, entre le collège Philipe de Champaigne et La Verrière — Bois de l'Étang à raison d'un aller-retour l'après-midi, le trajet aller ne fonctionnant pas le mercredi. - La desserte du lundi, mardi, jeudi et vendredi en période scolaire uniquement, entre le collège Youri Gagarine et la gare de Trappes, à raison d'un aller l'après-midi. - Date de dernière mise à jour : 3 septembre 2021. | | | | | | | | |
| 5132  | Dernière actualisation : — | | | | | | | | |
| 5133  | Gare de Saint-Quentin ⥋ Élancourt — Mail de l'Europe / Élancourt — De Lattre de Tassigny (du lundi au vendredi) | Gare de Saint-Quentin ⥋ Élancourt — Mail de l'Europe / Élancourt — De Lattre de Tassigny (du lundi au vendredi) | Gare de Saint-Quentin ⥋ Élancourt — Mail de l'Europe / Élancourt — De Lattre de Tassigny (du lundi au vendredi) | Gare de Saint-Quentin ⥋ Élancourt — Mail de l'Europe / Élancourt — De Lattre de Tassigny (du lundi au vendredi) | Gare de Saint-Quentin ⥋ Élancourt — Mail de l'Europe / Élancourt — De Lattre de Tassigny (du lundi au vendredi) | Gare de Saint-Quentin ⥋ Élancourt — Mail de l'Europe / Élancourt — De Lattre de Tassigny (du lundi au vendredi) | Gare de Saint-Quentin ⥋ Élancourt — Mail de l'Europe / Élancourt — De Lattre de Tassigny (du lundi au vendredi) | Gare de Saint-Quentin ⥋ Élancourt — Mail de l'Europe / Élancourt — De Lattre de Tassigny (du lundi au vendredi) | Gare de Saint-Quentin ⥋ Élancourt — Mail de l'Europe / Élancourt — De Lattre de Tassigny (du lundi au vendredi) |
| 5133  | Ouverture / Fermeture 2 novembre 1987 / — | Longueur 7,5 à 8 km                                                                                             | Durée 10-20 min                                                                                                 | Nb. d’arrêts 13                                                                                                 | Matériel Standards et articulés                                                                                 | Jours de fonctionnement L, Ma, Me, J, V, S                                                                      | Jour / Soir / Nuit / Fêtes O / N / N / N                                                                        | Voy. / an — | Dépôt — |
| 5133  | Desserte : - Villes et lieux desservis : Montigny-le-Bretonneux, Trappes et Élancourt - Gare desservie : Saint-Quentin-en-Yvelines - Montigny-le-Bretonneux | | | | | | | | |
| 5133  | Autre : - Zone traversée : 5 - Arrêts non accessibles aux UFR : Aucun - Amplitudes horaires : La ligne est en service du lundi au vendredi de 5 h 35 à 23 h 30 et le samedi de 6 h 20 à 21 h 40. - Particularités : Les arrêts compris entre Jean d'Alembert et Diderot sont desservis du lundi au vendredi avant 13 h en direction de Montigny et après 13 h dans l'autre sens. - Date de dernière mise à jour : 2 septembre 2018. | | | | | | | | |
| 5133  | Dernière actualisation : — | | | | | | | | |
| 5134  | Maurepas — Village ⥋ Gare de Versailles — Chantiers-Gare | Maurepas — Village ⥋ Gare de Versailles — Chantiers-Gare                                                        | Maurepas — Village ⥋ Gare de Versailles — Chantiers-Gare                                                        | Maurepas — Village ⥋ Gare de Versailles — Chantiers-Gare                                                        | Maurepas — Village ⥋ Gare de Versailles — Chantiers-Gare                                                        | Maurepas — Village ⥋ Gare de Versailles — Chantiers-Gare                                                        | Maurepas — Village ⥋ Gare de Versailles — Chantiers-Gare                                                        | Maurepas — Village ⥋ Gare de Versailles — Chantiers-Gare                                                        | Maurepas — Village ⥋ Gare de Versailles — Chantiers-Gare                                                        |
| 5134  | Ouverture / Fermeture — / — | Longueur — | Durée 45-75 min                                                                                                 | Nb. d’arrêts 52                                                                                                 | Matériel Standards et articulés                                                                                 | Jours de fonctionnement L, Ma, Me, J, V, S, D                                                                   | Jour / Soir / Nuit / Fêtes O / N / N / O                                                                        | Voy. / an — | Dépôt — |
| 5134  | Desserte : - Villes et lieux desservis : Versailles (hôtel de ville, université ouverte, ENSA-V, château, cathédrale Saint-Louis, salle du Jeu de Paume, établissement et gymnase Notre-Dame du Grandchamp, chapelle de l'Immaculée Conception, camp des Matelots, institut Jean-Pierre Bourgin), Saint-Cyr-l'École (hôtel de ville, lycée militaire, église Saint-Cyr Sainte-Julitte, institut aérotechnique du CNAM), Montigny-le-Bretonneux (zone d'activités des Pas du Lac, collège et lycée Saint-Exupéry, gymnase Roger Rivière, centre commercial Espace Saint Quentin, ESTACA, archives départementales des Yvelines, église Saint-Quentin Les Sources, centre commercial Sud Canal, université de Versailles-Saint-Quentin-en-Yvelines, lycée Saint-François-d'Assise, gymnase Jean Maréchal, collège Les Prés) Trappes (hôtel de ville, stade Robert Gravaud, église orthodoxe Saine Jean Cassien Sainte Geneviève, collège Youri Gagarine, complexe sportif Youri Gagarine) Élancourt (bois des Réaux, zone d'activités de La Petite Villedieu, collège de l'Agiot, commissariat, hôtel de ville, palais des sports) et Maurepas (lycée Dumont d'Urville, collège Louis Pergaud, lycée des Sept Mares, COSEC du Bois de Maurepas, gymnase des Bessières, zone d'activités Pariwest, parc des sports du Bout des Clos) - Gares desservies : Versailles-Chantiers, Versailles-Château-Rive-Gauche et Saint-Quentin-en-Yvelines - Montigny-le-Bretonneux | | | | | | | | |
| 5134  | Autre : - Zones traversées : 4 et 5 - Arrêts non accessibles aux UFR : Denton - Amplitudes horaires : La ligne est en service du lundi au vendredi de 5 h 20 à 23 h 5, le samedi de 5 h 50 à 21 h 55 et le dimanche de 7 h 10 à 21 h 35. - Particularités : - Les arrêts entre Évêché et Les Cottages sont desservis du lundi au vendredi en période scolaire uniquement, à raison d'un aller le matin et de d'un retour l'après-midi ou à midi le mercredi. - À destination de Versailles, du lundi au vendredi, la première course du jour est au départ de Maurepas — Les Pyramides, et deux courses en fin d'après-midi partent d'Élancourt — La Passerelle - Date de dernière mise à jour : 17 janvier 2023. | | | | | | | | |
| 5134  | Dernière actualisation : — | | | | | | | | |

### Lignes de 5140 à 5149
| Ligne | Caractéristiques | Caractéristiques | Caractéristiques | Caractéristiques | Caractéristiques | Caractéristiques | Caractéristiques | Caractéristiques | Caractéristiques |
| 5140  | Montigny-le-Bretonneux — Lycée Descartes (matin) / Voisins-le-Bretonneux — Chamfleury ⥋ Gare des Chantiers - Gare Routière | Montigny-le-Bretonneux — Lycée Descartes (matin) / Voisins-le-Bretonneux — Chamfleury ⥋ Gare des Chantiers - Gare Routière                                                                    | Montigny-le-Bretonneux — Lycée Descartes (matin) / Voisins-le-Bretonneux — Chamfleury ⥋ Gare des Chantiers - Gare Routière                                                                    | Montigny-le-Bretonneux — Lycée Descartes (matin) / Voisins-le-Bretonneux — Chamfleury ⥋ Gare des Chantiers - Gare Routière                                                                    | Montigny-le-Bretonneux — Lycée Descartes (matin) / Voisins-le-Bretonneux — Chamfleury ⥋ Gare des Chantiers - Gare Routière                                                                    | Montigny-le-Bretonneux — Lycée Descartes (matin) / Voisins-le-Bretonneux — Chamfleury ⥋ Gare des Chantiers - Gare Routière                                                                    | Montigny-le-Bretonneux — Lycée Descartes (matin) / Voisins-le-Bretonneux — Chamfleury ⥋ Gare des Chantiers - Gare Routière                                                                    | Montigny-le-Bretonneux — Lycée Descartes (matin) / Voisins-le-Bretonneux — Chamfleury ⥋ Gare des Chantiers - Gare Routière                                                                    | Montigny-le-Bretonneux — Lycée Descartes (matin) / Voisins-le-Bretonneux — Chamfleury ⥋ Gare des Chantiers - Gare Routière                                                                    |
| ----- | --- | --- | --- | --- | --- | --- | --- | --- | --- |
| 5140  | Ouverture / Fermeture — / — | Longueur 13 km | Durée 30-45 min | Nb. d’arrêts 27 | Matériel Standards | Jours de fonctionnement L, Ma, Me, J, V | Jour / Soir / Nuit / Fêtes O / N / N / N | Voy. / an — | Dépôt — |
| 5140  | Desserte : - Villes et lieux desservis : Montigny-le-Bretonneux, Voisins-le-Bretonneux, Guyancourt et Versailles - Gare desservie : Versailles-Château-Rive-Gauche et Versailles-Chantiers | | | | | | | | |
| 5140  | Autre : - Zones traversées : 4 et 5 - Arrêts non accessibles aux UFR : — - Amplitudes horaires : La ligne est en service du lundi au vendredi de 6 h 35 à 9 h 15 puis de 17 h à 19 h 40. - Particularités : La section entre Montigny — Lycée Descartes et Voisins — Champfleury est desservie uniquement par un unique service le matin en direction de Versailles. - Date de dernière mise à jour : 23 octobre 2021.                                        | | | | | | | | |
| 5140  | Dernière actualisation : — | | | | | | | | |
| 5141  | Voisins-le-Bretonneux — Chamfleury ⥋ Gare des Chantiers - Gare Routière | Voisins-le-Bretonneux — Chamfleury ⥋ Gare des Chantiers - Gare Routière | Voisins-le-Bretonneux — Chamfleury ⥋ Gare des Chantiers - Gare Routière | Voisins-le-Bretonneux — Chamfleury ⥋ Gare des Chantiers - Gare Routière | Voisins-le-Bretonneux — Chamfleury ⥋ Gare des Chantiers - Gare Routière | Voisins-le-Bretonneux — Chamfleury ⥋ Gare des Chantiers - Gare Routière | Voisins-le-Bretonneux — Chamfleury ⥋ Gare des Chantiers - Gare Routière | Voisins-le-Bretonneux — Chamfleury ⥋ Gare des Chantiers - Gare Routière | Voisins-le-Bretonneux — Chamfleury ⥋ Gare des Chantiers - Gare Routière |
| 5141  | Ouverture / Fermeture — / — | Longueur 13 km | Durée 30-45 min | Nb. d’arrêts 29 | Matériel Standards | Jours de fonctionnement L, Ma, Me, J, V, S, D | Jour / Soir / Nuit / Fêtes O / N / N / O | Voy. / an — | Exploitant SAVAC |
| 5141  | Desserte : - Villes et lieux desservis : Voisins-le-Bretonneux, Guyancourt et Versailles - Gare desservie : Versailles-Château-Rive-Gauche et Versailles-Chantiers | | | | | | | | |
| 5141  | Autre : - Zones traversées : 4 à 5 - Arrêts non accessibles aux UFR : — - Amplitudes horaires : La ligne est en service du lundi au vendredi de 5 h 15 à 21 h 30, le samedi de 6 h à 21 h 40 et les dimanches et fêtes de 7 h 15 à 21 h 25. - Date de dernière mise à jour : 23 octobre 2021. | | | | | | | | |
| 5141  | Dernière actualisation : — | | | | | | | | |
| 5142  | Gare de Saint-Quentin ⥋ Voisins — Grande Île / Magny-les-Hameaux — Mérantais (du lundi au vendredi) / Magny-les-Hameaux — Z.A. du Bois des Roches (du lundi au vendredi aux heures de pointe) | Gare de Saint-Quentin ⥋ Voisins — Grande Île / Magny-les-Hameaux — Mérantais (du lundi au vendredi) / Magny-les-Hameaux — Z.A. du Bois des Roches (du lundi au vendredi aux heures de pointe) | Gare de Saint-Quentin ⥋ Voisins — Grande Île / Magny-les-Hameaux — Mérantais (du lundi au vendredi) / Magny-les-Hameaux — Z.A. du Bois des Roches (du lundi au vendredi aux heures de pointe) | Gare de Saint-Quentin ⥋ Voisins — Grande Île / Magny-les-Hameaux — Mérantais (du lundi au vendredi) / Magny-les-Hameaux — Z.A. du Bois des Roches (du lundi au vendredi aux heures de pointe) | Gare de Saint-Quentin ⥋ Voisins — Grande Île / Magny-les-Hameaux — Mérantais (du lundi au vendredi) / Magny-les-Hameaux — Z.A. du Bois des Roches (du lundi au vendredi aux heures de pointe) | Gare de Saint-Quentin ⥋ Voisins — Grande Île / Magny-les-Hameaux — Mérantais (du lundi au vendredi) / Magny-les-Hameaux — Z.A. du Bois des Roches (du lundi au vendredi aux heures de pointe) | Gare de Saint-Quentin ⥋ Voisins — Grande Île / Magny-les-Hameaux — Mérantais (du lundi au vendredi) / Magny-les-Hameaux — Z.A. du Bois des Roches (du lundi au vendredi aux heures de pointe) | Gare de Saint-Quentin ⥋ Voisins — Grande Île / Magny-les-Hameaux — Mérantais (du lundi au vendredi) / Magny-les-Hameaux — Z.A. du Bois des Roches (du lundi au vendredi aux heures de pointe) | Gare de Saint-Quentin ⥋ Voisins — Grande Île / Magny-les-Hameaux — Mérantais (du lundi au vendredi) / Magny-les-Hameaux — Z.A. du Bois des Roches (du lundi au vendredi aux heures de pointe) |
| 5142  | Ouverture / Fermeture 31 octobre 1988 / — | Longueur 8 km | Durée 15-35 min | Nb. d’arrêts 24 | Matériel Standards | Jours de fonctionnement L, Ma, Me, J, V, S | Jour / Soir / Nuit / Fêtes O / N / N / N | Voy. / an — | Dépôt — |
| 5142  | Desserte : - Villes et lieux desservis : Montigny-le-Bretonneux, Voisins-le-Bretonneux, Magny-les-Hameaux, Guyancourt et Châteaufort - Gare desservie : Saint-Quentin-en-Yvelines - Montigny-le-Bretonneux | | | | | | | | |
| 5142  | Autre : - Zone traversée : 5 - Arrêts non accessibles aux UFR : — - Amplitudes horaires : La ligne est en service du lundi au vendredi de 5 h 45 à 22 h 40 et le samedi de 5 h 50 à 21 h 40. - Particularités : Les arrêts entre Eugène Viollet-le-Duc et Châteaufort — Place sont desservis du lundi au samedi en période scolaire aux heures d'entrée et de sortie de l'établissement. - Date de dernière mise à jour : 2 septembre 2018.                   | | | | | | | | |
| 5142  | Dernière actualisation : — | | | | | | | | |
| 5143  | Montigny — Institut Franco-Japonais (du lundi au vendredi aux heures de pointe) / Montigny — Pas du Lac ⥋ Magny-les-Hameaux — Mérantais | Montigny — Institut Franco-Japonais (du lundi au vendredi aux heures de pointe) / Montigny — Pas du Lac ⥋ Magny-les-Hameaux — Mérantais                                                       | Montigny — Institut Franco-Japonais (du lundi au vendredi aux heures de pointe) / Montigny — Pas du Lac ⥋ Magny-les-Hameaux — Mérantais                                                       | Montigny — Institut Franco-Japonais (du lundi au vendredi aux heures de pointe) / Montigny — Pas du Lac ⥋ Magny-les-Hameaux — Mérantais                                                       | Montigny — Institut Franco-Japonais (du lundi au vendredi aux heures de pointe) / Montigny — Pas du Lac ⥋ Magny-les-Hameaux — Mérantais                                                       | Montigny — Institut Franco-Japonais (du lundi au vendredi aux heures de pointe) / Montigny — Pas du Lac ⥋ Magny-les-Hameaux — Mérantais                                                       | Montigny — Institut Franco-Japonais (du lundi au vendredi aux heures de pointe) / Montigny — Pas du Lac ⥋ Magny-les-Hameaux — Mérantais                                                       | Montigny — Institut Franco-Japonais (du lundi au vendredi aux heures de pointe) / Montigny — Pas du Lac ⥋ Magny-les-Hameaux — Mérantais                                                       | Montigny — Institut Franco-Japonais (du lundi au vendredi aux heures de pointe) / Montigny — Pas du Lac ⥋ Magny-les-Hameaux — Mérantais                                                       |
| 5143  | Ouverture / Fermeture 13 novembre 1978 / — | Longueur 10 km | Durée 25-40 min | Nb. d’arrêts 27 | Matériel Standards et articulés | Jours de fonctionnement L, Ma, Me, J, V, S | Jour / Soir / Nuit / Fêtes O / O / N / N | Voy. / an — | Dépôt — |
| 5143  | Desserte : - Villes et lieux desservis : Montigny-le-Bretonneux (Hôtel de ville) et Voisins-le-Bretonneux (Hôtel de ville, médiathèque) - Gare desservie : Saint-Quentin-en-Yvelines - Montigny-le-Bretonneux | | | | | | | | |
| 5143  | Autre : - Zone traversée : 5 - Arrêts non accessibles aux UFR : Aucun - Amplitudes horaires : La ligne est en service du lundi au vendredi de 5 h 55 à 23 h 20 et le samedi de 6 h 55 à 22 h 20. - Date de dernière mise à jour : 2 septembre 2018. | | | | | | | | |
| 5143  | Dernière actualisation : — | | | | | | | | |
| 5144  | Gare de Saint-Quentin ⥋ Magny-les-Hameaux — Le Buisson | Gare de Saint-Quentin ⥋ Magny-les-Hameaux — Le Buisson | Gare de Saint-Quentin ⥋ Magny-les-Hameaux — Le Buisson | Gare de Saint-Quentin ⥋ Magny-les-Hameaux — Le Buisson | Gare de Saint-Quentin ⥋ Magny-les-Hameaux — Le Buisson | Gare de Saint-Quentin ⥋ Magny-les-Hameaux — Le Buisson | Gare de Saint-Quentin ⥋ Magny-les-Hameaux — Le Buisson | Gare de Saint-Quentin ⥋ Magny-les-Hameaux — Le Buisson | Gare de Saint-Quentin ⥋ Magny-les-Hameaux — Le Buisson |
| 5144  | Ouverture / Fermeture 14 décembre 2009 / — | Longueur 14 km | Durée 25-30 min | Nb. d’arrêts 7 | Matériel Standards | Jours de fonctionnement L, Ma, Me, J, V | Jour / Soir / Nuit / Fêtes O / N / N / N | Voy. / an — | Dépôt — |
| 5144  | Desserte : - Villes et lieux desservis : Magny-les-Hameaux, Voisins-le-Bretonneux et Montigny-le-Bretonneux - Gare desservie : Saint-Quentin-en-Yvelines - Montigny-le-Bretonneux | | | | | | | | |
| 5144  | Autre : - Zone traversée : 5 - Arrêts non accessibles aux UFR : Aucun - Amplitudes horaires : La ligne est en service du lundi au vendredi de 6 h 35 à 8 h puis de 17 h 40 à 19 h 10. - Date de dernière mise à jour : 2 septembre 2018. | | | | | | | | |
| 5144  | Dernière actualisation : — | | | | | | | | |
| 5145  | Gare de Saint-Quentin ⥋ Gare de Saint-Rémy-lès-Chevreuse | Gare de Saint-Quentin ⥋ Gare de Saint-Rémy-lès-Chevreuse | Gare de Saint-Quentin ⥋ Gare de Saint-Rémy-lès-Chevreuse | Gare de Saint-Quentin ⥋ Gare de Saint-Rémy-lès-Chevreuse | Gare de Saint-Quentin ⥋ Gare de Saint-Rémy-lès-Chevreuse | Gare de Saint-Quentin ⥋ Gare de Saint-Rémy-lès-Chevreuse | Gare de Saint-Quentin ⥋ Gare de Saint-Rémy-lès-Chevreuse | Gare de Saint-Quentin ⥋ Gare de Saint-Rémy-lès-Chevreuse | Gare de Saint-Quentin ⥋ Gare de Saint-Rémy-lès-Chevreuse |
| 5145  | Ouverture / Fermeture 14 décembre 1987 / — | Longueur 20 km | Durée 15-60 min | Nb. d’arrêts 33 | Matériel Standards | Jours de fonctionnement L, Ma, Me, J, V, S, D | Jour / Soir / Nuit / Fêtes O / N / N / O | Voy. / an — | Dépôt — |
| 5145  | Desserte : - Villes et lieux desservis : Montigny-le-Bretonneux, Guyancourt, Voisins-le-Bretonneux, Magny-les-Hameaux et Saint-Rémy-lès-Chevreuse - Gares desservies : Saint-Quentin-en-Yvelines - Montigny-le-Bretonneux et Saint-Rémy-lès-Chevreuse | | | | | | | | |
| 5145  | Autre : - Zone traversée : 5 - Arrêts non accessibles aux UFR : Les Prés et Place - Amplitudes horaires : La ligne est en service du lundi au vendredi de 6 h à 23 h 10, le samedi de 6 h 55 à 22 h 10 et les dimanches et fêtes de 13 h 35 à 21 h 15. - Particularités : Il existe, du lundi au vendredi, de nombreux services entre Parc d'Activités de Gomberville et Gare de Saint-Rémy-lès-Chevreuse. - Date de dernière mise à jour : 2 septembre 2018. | | | | | | | | |
| 5145  | Dernière actualisation : — | | | | | | | | |

### Lignes de 5150 à 5159
| Ligne | Caractéristiques | Caractéristiques                                               | Caractéristiques                                               | Caractéristiques                                               | Caractéristiques                                               | Caractéristiques                                               | Caractéristiques                                               | Caractéristiques                                               | Caractéristiques                                               |
| 5150  | Gare de Saint-Quentin ⥋ Buc — Tabuteau / Guyancourt — Villaroy | Gare de Saint-Quentin ⥋ Buc — Tabuteau / Guyancourt — Villaroy | Gare de Saint-Quentin ⥋ Buc — Tabuteau / Guyancourt — Villaroy | Gare de Saint-Quentin ⥋ Buc — Tabuteau / Guyancourt — Villaroy | Gare de Saint-Quentin ⥋ Buc — Tabuteau / Guyancourt — Villaroy | Gare de Saint-Quentin ⥋ Buc — Tabuteau / Guyancourt — Villaroy | Gare de Saint-Quentin ⥋ Buc — Tabuteau / Guyancourt — Villaroy | Gare de Saint-Quentin ⥋ Buc — Tabuteau / Guyancourt — Villaroy | Gare de Saint-Quentin ⥋ Buc — Tabuteau / Guyancourt — Villaroy |
| ----- | --- | -------------------------------------------------------------- | -------------------------------------------------------------- | -------------------------------------------------------------- | -------------------------------------------------------------- | -------------------------------------------------------------- | -------------------------------------------------------------- | -------------------------------------------------------------- | -------------------------------------------------------------- |
| 5150  | Ouverture / Fermeture 29 août 2005 / — | Longueur —                                                     | Durée 20-35 min                                                | Nb. d’arrêts 25                                                | Matériel Standards et articulés                                | Jours de fonctionnement L, Ma, Me, J, V, S, D                  | Jour / Soir / Nuit / Fêtes O / O / N / O                       | Voy. / an —                                                    | Dépôt —                                                        |
| 5150  | Desserte : - Villes et lieux desservis : Montigny-le-Bretonneux, Guyancourt et Buc. - Gare desservie : Saint-Quentin-en-Yvelines - Montigny-le-Bretonneux |                                                                |                                                                |                                                                |                                                                |                                                                |                                                                |                                                                |                                                                |
| 5150  | Autre : - Zone traversée : 5 - Arrêt non accessible aux UFR : Aucun - Amplitudes horaires : La ligne est en service du lundi au vendredi de 5 h 15 à 23 h 15, le samedi de 7 h 15 à 22 h 45 et les dimanches et fêtes de 8 h 5 à 22 h 15. - Date de dernière mise à jour : 2 septembre 2018. |                                                                |                                                                |                                                                |                                                                |                                                                |                                                                |                                                                |                                                                |
| 5150  | Dernière actualisation : — |                                                                |                                                                |                                                                |                                                                |                                                                |                                                                |                                                                |                                                                |
| 5151  | Gare de Saint-Quentin ⥋ Guyancourt — Eugène Viollet-le-Duc | Gare de Saint-Quentin ⥋ Guyancourt — Eugène Viollet-le-Duc     | Gare de Saint-Quentin ⥋ Guyancourt — Eugène Viollet-le-Duc     | Gare de Saint-Quentin ⥋ Guyancourt — Eugène Viollet-le-Duc     | Gare de Saint-Quentin ⥋ Guyancourt — Eugène Viollet-le-Duc     | Gare de Saint-Quentin ⥋ Guyancourt — Eugène Viollet-le-Duc     | Gare de Saint-Quentin ⥋ Guyancourt — Eugène Viollet-le-Duc     | Gare de Saint-Quentin ⥋ Guyancourt — Eugène Viollet-le-Duc     | Gare de Saint-Quentin ⥋ Guyancourt — Eugène Viollet-le-Duc     |
| 5151  | Ouverture / Fermeture 29 août 2005 / — | Longueur 8,5 km                                                | Durée 10-40 min                                                | Nb. d’arrêts 25                                                | Matériel Standards et articulés                                | Jours de fonctionnement L, Ma, Me, J, V, S, D                  | Jour / Soir / Nuit / Fêtes O / N / N / O                       | Voy. / an —                                                    | Dépôt —                                                        |
| 5151  | Desserte : - Villes et lieux desservis : Montigny-le-Bretonneux et Guyancourt - Gare desservie : Saint-Quentin-en-Yvelines - Montigny-le-Bretonneux |                                                                |                                                                |                                                                |                                                                |                                                                |                                                                |                                                                |                                                                |
| 5151  | Autre : - Zone traversée : 5 - Arrêts non accessibles aux UFR : Aucun - Amplitudes horaires : La ligne est en service du lundi au vendredi de 5 h 10 à 22 h 50, le samedi à partir de 6 h 45 et les dimanches et fêtes de 7 h 45 à 22 h 20. - Particularités : - Les arrêts Bois Robert et Droits de l'Homme (vers Guyancourt) sont desservis du lundi au vendredi, le matin vers Guyancourt et le soir dans le sens inverse sur le tronçon Gare de Saint-Quentin - Guyancourt — Les Sangliers ; - Il existe de nombreux services du lundi au vendredi aux heures de pointe entre Gare de Saint-Quentin et Les Sangliers. - Date de dernière mise à jour : 2 septembre 2018. |                                                                |                                                                |                                                                |                                                                |                                                                |                                                                |                                                                |                                                                |
| 5151  | Dernière actualisation : — |                                                                |                                                                |                                                                |                                                                |                                                                |                                                                |                                                                |                                                                |
| 5152  | Gare de Saint-Quentin ⥋ Guyancourt — 60 Arpents - Technocentre | Gare de Saint-Quentin ⥋ Guyancourt — 60 Arpents - Technocentre | Gare de Saint-Quentin ⥋ Guyancourt — 60 Arpents - Technocentre | Gare de Saint-Quentin ⥋ Guyancourt — 60 Arpents - Technocentre | Gare de Saint-Quentin ⥋ Guyancourt — 60 Arpents - Technocentre | Gare de Saint-Quentin ⥋ Guyancourt — 60 Arpents - Technocentre | Gare de Saint-Quentin ⥋ Guyancourt — 60 Arpents - Technocentre | Gare de Saint-Quentin ⥋ Guyancourt — 60 Arpents - Technocentre | Gare de Saint-Quentin ⥋ Guyancourt — 60 Arpents - Technocentre |
| 5152  | Ouverture / Fermeture 10 janvier 2011 / — | Longueur 8,5 km                                                | Durée 15-20 min                                                | Nb. d’arrêts 9                                                 | Matériel Standards                                             | Jours de fonctionnement L, Ma, Me, J, V                        | Jour / Soir / Nuit / Fêtes O / N / N / N                       | Voy. / an —                                                    | Dépôt —                                                        |
| 5152  | Desserte : - Villes et lieux desservis : Montigny-le-Bretonneux et Guyancourt - Gare desservie : Saint-Quentin-en-Yvelines - Montigny-le-Bretonneux |                                                                |                                                                |                                                                |                                                                |                                                                |                                                                |                                                                |                                                                |
| 5152  | Autre : - Zone traversée : 5 - Arrêt non accessible aux UFR : Aucun - Amplitudes horaires : La ligne est en service uniquement du lundi au vendredi de 6 h 40 à 19 h 50. - Date de dernière mise à jour : 2 septembre 2018. |                                                                |                                                                |                                                                |                                                                |                                                                |                                                                |                                                                |                                                                |
| 5152  | Dernière actualisation : — |                                                                |                                                                |                                                                |                                                                |                                                                |                                                                |                                                                |                                                                |

### Lignes de 5180 à 5189
| Ligne | Caractéristiques | Caractéristiques                                                                                   | Caractéristiques                                                                                   | Caractéristiques                                                                                   | Caractéristiques                                                                                   | Caractéristiques                                                                                   | Caractéristiques                                                                                   | Caractéristiques                                                                                   | Caractéristiques                                                                                   |
| 5183  | Plaisir — Collège Apollinaire ⥋ Plaisir — Léon Blum | Plaisir — Collège Apollinaire ⥋ Plaisir — Léon Blum                                                | Plaisir — Collège Apollinaire ⥋ Plaisir — Léon Blum                                                | Plaisir — Collège Apollinaire ⥋ Plaisir — Léon Blum                                                | Plaisir — Collège Apollinaire ⥋ Plaisir — Léon Blum                                                | Plaisir — Collège Apollinaire ⥋ Plaisir — Léon Blum                                                | Plaisir — Collège Apollinaire ⥋ Plaisir — Léon Blum                                                | Plaisir — Collège Apollinaire ⥋ Plaisir — Léon Blum                                                | Plaisir — Collège Apollinaire ⥋ Plaisir — Léon Blum                                                |
| ----- | --- | -------------------------------------------------------------------------------------------------- | -------------------------------------------------------------------------------------------------- | -------------------------------------------------------------------------------------------------- | -------------------------------------------------------------------------------------------------- | -------------------------------------------------------------------------------------------------- | -------------------------------------------------------------------------------------------------- | -------------------------------------------------------------------------------------------------- | -------------------------------------------------------------------------------------------------- |
| 5183  | Ouverture / Fermeture — / — | Longueur —                                                                                         | Durée 15 min                                                                                       | Nb. d’arrêts 4                                                                                     | Matériel —                                                                                         | Jours de fonctionnement L, Ma, Me, J, V                                                            | Jour / Soir / Nuit / Fêtes O / N / N / N                                                           | Voy. / an —                                                                                        | Dépôt Plaisir                                                                                      |
| 5183  | Desserte : - Ville et lieux desservis : Plaisir | | | | | | | | |
| 5183  | Autre : - Zone traversée : 5 - Arrêts non accessibles aux UFR : — - Amplitudes horaires : La ligne fonctionne du lundi au vendredi en période scolaire de 8 h 5 à 9 h 20 puis de 16 h 10 à 17 h 20 / de 11 h 50 à 13 h 5 (le mercredi uniquement). - Date de dernière mise à jour : 24 juillet 2017.                                    | | | | | | | | |
| 5183  | Dernière actualisation : — | | | | | | | | |
| 5184  | Plaisir — Lamartine ⥋ Plaisir — Lycée Jean-Vilar / Plaisir — Collège Apollinaire | Plaisir — Lamartine ⥋ Plaisir — Lycée Jean-Vilar / Plaisir — Collège Apollinaire                   | Plaisir — Lamartine ⥋ Plaisir — Lycée Jean-Vilar / Plaisir — Collège Apollinaire                   | Plaisir — Lamartine ⥋ Plaisir — Lycée Jean-Vilar / Plaisir — Collège Apollinaire                   | Plaisir — Lamartine ⥋ Plaisir — Lycée Jean-Vilar / Plaisir — Collège Apollinaire                   | Plaisir — Lamartine ⥋ Plaisir — Lycée Jean-Vilar / Plaisir — Collège Apollinaire                   | Plaisir — Lamartine ⥋ Plaisir — Lycée Jean-Vilar / Plaisir — Collège Apollinaire                   | Plaisir — Lamartine ⥋ Plaisir — Lycée Jean-Vilar / Plaisir — Collège Apollinaire                   | Plaisir — Lamartine ⥋ Plaisir — Lycée Jean-Vilar / Plaisir — Collège Apollinaire                   |
| 5184  | Ouverture / Fermeture — / — | Longueur —                                                                                         | Durée 10-20 min                                                                                    | Nb. d’arrêts 8                                                                                     | Matériel —                                                                                         | Jours de fonctionnement L, Ma, Me, J, V                                                            | Jour / Soir / Nuit / Fêtes O / N / N / N                                                           | Voy. / an —                                                                                        | Dépôt Plaisir                                                                                      |
| 5184  | Desserte : - Ville et lieux desservis : Plaisir | | | | | | | | |
| 5184  | Autre : - Zone traversée : 5 - Arrêts non accessibles aux UFR : — - Amplitudes horaires : La ligne fonctionne du lundi au vendredi en période scolaire de 7 h 50 à 8 h 20 puis de 16 h 10 à 17 h 40 / de 11 h 50 à 13 h 5 (le mercredi uniquement). - Date de dernière mise à jour : 24 juillet 2017.                                   | | | | | | | | |
| 5184  | Dernière actualisation : — | | | | | | | | |
| 5185  | Élancourt — Collège La Clef Saint-Pierre ⥋ Plaisir — La Bataille | Élancourt — Collège La Clef Saint-Pierre ⥋ Plaisir — La Bataille                                   | Élancourt — Collège La Clef Saint-Pierre ⥋ Plaisir — La Bataille                                   | Élancourt — Collège La Clef Saint-Pierre ⥋ Plaisir — La Bataille                                   | Élancourt — Collège La Clef Saint-Pierre ⥋ Plaisir — La Bataille                                   | Élancourt — Collège La Clef Saint-Pierre ⥋ Plaisir — La Bataille                                   | Élancourt — Collège La Clef Saint-Pierre ⥋ Plaisir — La Bataille                                   | Élancourt — Collège La Clef Saint-Pierre ⥋ Plaisir — La Bataille                                   | Élancourt — Collège La Clef Saint-Pierre ⥋ Plaisir — La Bataille                                   |
| 5185  | Ouverture / Fermeture — / — | Longueur —                                                                                         | Durée 15-20 min                                                                                    | Nb. d’arrêts 8                                                                                     | Matériel —                                                                                         | Jours de fonctionnement L, Ma, Me, J, V                                                            | Jour / Soir / Nuit / Fêtes O / N / N / N                                                           | Voy. / an —                                                                                        | Dépôt Plaisir                                                                                      |
| 5185  | Desserte : - Villes et lieux desservis : Élancourt et Plaisir | | | | | | | | |
| 5185  | Autre : - Zone traversée : 5 - Arrêts non accessibles aux UFR : — - Amplitudes horaires : La ligne fonctionne du lundi au vendredi en période scolaire de 8 h 5 à 9 h 25 puis de 16 h 5 à 17 h 20 / de 12 h 35 à 12 h 50 (le mercredi uniquement). - Date de dernière mise à jour : 24 juillet 2017.                                    | | | | | | | | |
| 5185  | Dernière actualisation : — | | | | | | | | |
| 5186  | Plaisir — Sainte-Apolline ⥋ Plaisir — Lycée Jean-Vilar | Plaisir — Sainte-Apolline ⥋ Plaisir — Lycée Jean-Vilar                                             | Plaisir — Sainte-Apolline ⥋ Plaisir — Lycée Jean-Vilar                                             | Plaisir — Sainte-Apolline ⥋ Plaisir — Lycée Jean-Vilar                                             | Plaisir — Sainte-Apolline ⥋ Plaisir — Lycée Jean-Vilar                                             | Plaisir — Sainte-Apolline ⥋ Plaisir — Lycée Jean-Vilar                                             | Plaisir — Sainte-Apolline ⥋ Plaisir — Lycée Jean-Vilar                                             | Plaisir — Sainte-Apolline ⥋ Plaisir — Lycée Jean-Vilar                                             | Plaisir — Sainte-Apolline ⥋ Plaisir — Lycée Jean-Vilar                                             |
| 5186  | Ouverture / Fermeture — / — | Longueur —                                                                                         | Durée 20 min                                                                                       | Nb. d’arrêts 11                                                                                    | Matériel —                                                                                         | Jours de fonctionnement L, Ma, Me, J, V                                                            | Jour / Soir / Nuit / Fêtes O / N / N / N                                                           | Voy. / an —                                                                                        | Dépôt Plaisir                                                                                      |
| 5186  | Desserte : - Ville et lieux desservis : Plaisir | | | | | | | | |
| 5186  | Autre : - Zone traversée : 5 - Arrêts non accessibles aux UFR : — - Amplitudes horaires : La ligne fonctionne du lundi au vendredi en période scolaire de 7 h 40 à 8 h puis de 17 h 25 à 17 h 45 / de 12 h 35 à 12 h 55 (le mercredi uniquement). - Date de dernière mise à jour : 24 juillet 2017.                                     | | | | | | | | |
| 5186  | Dernière actualisation : — | | | | | | | | |
| 5187  | Plaisir — Collège Apollinaire ⥋ Thiverval-Grignon — Église | Plaisir — Collège Apollinaire ⥋ Thiverval-Grignon — Église                                         | Plaisir — Collège Apollinaire ⥋ Thiverval-Grignon — Église                                         | Plaisir — Collège Apollinaire ⥋ Thiverval-Grignon — Église                                         | Plaisir — Collège Apollinaire ⥋ Thiverval-Grignon — Église                                         | Plaisir — Collège Apollinaire ⥋ Thiverval-Grignon — Église                                         | Plaisir — Collège Apollinaire ⥋ Thiverval-Grignon — Église                                         | Plaisir — Collège Apollinaire ⥋ Thiverval-Grignon — Église                                         | Plaisir — Collège Apollinaire ⥋ Thiverval-Grignon — Église                                         |
| 5187  | Ouverture / Fermeture — / — | Longueur —                                                                                         | Durée 25-35 min                                                                                    | Nb. d’arrêts 9                                                                                     | Matériel —                                                                                         | Jours de fonctionnement L, Ma, Me, J, V                                                            | Jour / Soir / Nuit / Fêtes O / N / N / N                                                           | Voy. / an —                                                                                        | Dépôt Plaisir                                                                                      |
| 5187  | Desserte : - Villes et lieux desservis : Plaisir et Thiverval-Grignon - Gare desservie : Plaisir - Grignon | | | | | | | | |
| 5187  | Autre : - Zone traversée : 5 - Arrêts non accessibles aux UFR : — - Amplitudes horaires : La ligne fonctionne du lundi au vendredi en période scolaire de 7 h 45 à 8 h 20 puis de 16 h 10 à 17 h 40 / de 12 h 50 à 13 h 15 (le mercredi uniquement). - Date de dernière mise à jour : 24 juillet 2017.                                  | | | | | | | | |
| 5187  | Dernière actualisation : — | | | | | | | | |
| 5188  | Le Mesnil-Saint-Denis — Place du Mesnil ⥋ Montigny-le-Bretonneux — Collège Saint-François-d'Assise | Le Mesnil-Saint-Denis — Place du Mesnil ⥋ Montigny-le-Bretonneux — Collège Saint-François-d'Assise | Le Mesnil-Saint-Denis — Place du Mesnil ⥋ Montigny-le-Bretonneux — Collège Saint-François-d'Assise | Le Mesnil-Saint-Denis — Place du Mesnil ⥋ Montigny-le-Bretonneux — Collège Saint-François-d'Assise | Le Mesnil-Saint-Denis — Place du Mesnil ⥋ Montigny-le-Bretonneux — Collège Saint-François-d'Assise | Le Mesnil-Saint-Denis — Place du Mesnil ⥋ Montigny-le-Bretonneux — Collège Saint-François-d'Assise | Le Mesnil-Saint-Denis — Place du Mesnil ⥋ Montigny-le-Bretonneux — Collège Saint-François-d'Assise | Le Mesnil-Saint-Denis — Place du Mesnil ⥋ Montigny-le-Bretonneux — Collège Saint-François-d'Assise | Le Mesnil-Saint-Denis — Place du Mesnil ⥋ Montigny-le-Bretonneux — Collège Saint-François-d'Assise |
| 5188  | Ouverture / Fermeture 4 septembre 2012 / — | Longueur —                                                                                         | Durée 40-45 min                                                                                    | Nb. d’arrêts 31                                                                                    | Matériel Standards et articulés                                                                    | Jours de fonctionnement L, Ma, Me, J, V                                                            | Jour / Soir / Nuit / Fêtes O / N / N / N                                                           | Voy. / an —                                                                                        | Dépôt —                                                                                            |
| 5188  | Desserte : - Villes et lieux desservis : Le Mesnil-Saint-Denis, La Verrière, Élancourt, Trappes et Montigny-le-Bretonneux - Gare desservie : La Verrière | | | | | | | | |
| 5188  | Autre : - Zone traversée : 5 - Arrêts non accessibles aux UFR : — - Amplitudes horaires : La ligne est en service du lundi au vendredi en période scolaire de 7 h 10 à 8 h 50 puis de 15 h 30 à 17 h 25 (lundi, mardi, jeudi et vendredi) / de 12 h 20 à 13 h (mercredi uniquement). - Date de dernière mise à jour : 28 avril 2018.    | | | | | | | | |
| 5188  | Dernière actualisation : — | | | | | | | | |
| 5189  | Élancourt — France Miniature ⥋ Buc — Lycée Franco-Allemand | Élancourt — France Miniature ⥋ Buc — Lycée Franco-Allemand                                         | Élancourt — France Miniature ⥋ Buc — Lycée Franco-Allemand                                         | Élancourt — France Miniature ⥋ Buc — Lycée Franco-Allemand                                         | Élancourt — France Miniature ⥋ Buc — Lycée Franco-Allemand                                         | Élancourt — France Miniature ⥋ Buc — Lycée Franco-Allemand                                         | Élancourt — France Miniature ⥋ Buc — Lycée Franco-Allemand                                         | Élancourt — France Miniature ⥋ Buc — Lycée Franco-Allemand                                         | Élancourt — France Miniature ⥋ Buc — Lycée Franco-Allemand                                         |
| 5189  | Ouverture / Fermeture 4 septembre 2012 / — | Longueur —                                                                                         | Durée 55-65 min                                                                                    | Nb. d’arrêts 33                                                                                    | Matériel Standards et articulés                                                                    | Jours de fonctionnement L, Ma, Me, J, V                                                            | Jour / Soir / Nuit / Fêtes O / N / N / N                                                           | Voy. / an —                                                                                        | Dépôt —                                                                                            |
| 5189  | Desserte : - Villes et lieux desservis : Élancourt, Maurepas, Trappes, Montigny-le-Bretonneux, Voisins-le-Bretonneux, Guyancourt et Buc | | | | | | | | |
| 5189  | Autre : - Zone traversée : 5 - Arrêts non accessibles aux UFR : — - Amplitudes horaires : La ligne est en service du lundi au vendredi en période scolaire de 7 h 25 à 8 h 30 puis de 16 h 35 à 17 h 30 (lundi, mardi, jeudi et vendredi) / de 13 h 40 à 18 h 30 (mercredi uniquement). - Date de dernière mise à jour : 28 avril 2018. | | | | | | | | |
| 5189  | Dernière actualisation : — | | | | | | | | |

### Lignes de 5190 à 5199
| Ligne | Caractéristiques | Caractéristiques | Caractéristiques | Caractéristiques | Caractéristiques | Caractéristiques | Caractéristiques | Caractéristiques | Caractéristiques |
| 5190  | Maurepas — Grand'Mare ⥋ Montigny-le-Bretonneux — Collège Saint-François-d'Assise | Maurepas — Grand'Mare ⥋ Montigny-le-Bretonneux — Collège Saint-François-d'Assise                                                            | Maurepas — Grand'Mare ⥋ Montigny-le-Bretonneux — Collège Saint-François-d'Assise                                                            | Maurepas — Grand'Mare ⥋ Montigny-le-Bretonneux — Collège Saint-François-d'Assise                                                            | Maurepas — Grand'Mare ⥋ Montigny-le-Bretonneux — Collège Saint-François-d'Assise                                                            | Maurepas — Grand'Mare ⥋ Montigny-le-Bretonneux — Collège Saint-François-d'Assise                                                            | Maurepas — Grand'Mare ⥋ Montigny-le-Bretonneux — Collège Saint-François-d'Assise                                                            | Maurepas — Grand'Mare ⥋ Montigny-le-Bretonneux — Collège Saint-François-d'Assise                                                            | Maurepas — Grand'Mare ⥋ Montigny-le-Bretonneux — Collège Saint-François-d'Assise                                                            |
| ----- | --- | --- | --- | --- | --- | --- | --- | --- | --- |
| 5190  | Ouverture / Fermeture 4 septembre 2012 / — | Longueur — | Durée 35-40 min | Nb. d’arrêts 25 | Matériel Standards et articulés | Jours de fonctionnement L, Ma, Me, J, V | Jour / Soir / Nuit / Fêtes O / N / N / N | Voy. / an — | Dépôt — |
| 5190  | Desserte : - Villes et lieux desservis : Maurepas, Élancourt, Trappes et Montigny-le-Bretonneux | | | | | | | | |
| 5190  | Autre : - Zone traversée : 5 - Arrêts non accessibles aux UFR : — - Amplitudes horaires : La ligne est en service du lundi au vendredi en période scolaire de 7 h 20 à 8 h 50 puis de 15 h 30 à 17 h 20 (lundi, mardi, jeudi et vendredi) / de 12 h 20 à 12 h 55 (mercredi uniquement). - Date de dernière mise à jour : 4 septembre 2018.                                                       | | | | | | | | |
| 5190  | Dernière actualisation : — | | | | | | | | |
| 5191  | Gare de Saint-Rémy-lès-Chevreuse ⥋ Voisins-le-Bretonneux — Collège Hélène-Boucher | Gare de Saint-Rémy-lès-Chevreuse ⥋ Voisins-le-Bretonneux — Collège Hélène-Boucher                                                           | Gare de Saint-Rémy-lès-Chevreuse ⥋ Voisins-le-Bretonneux — Collège Hélène-Boucher                                                           | Gare de Saint-Rémy-lès-Chevreuse ⥋ Voisins-le-Bretonneux — Collège Hélène-Boucher                                                           | Gare de Saint-Rémy-lès-Chevreuse ⥋ Voisins-le-Bretonneux — Collège Hélène-Boucher                                                           | Gare de Saint-Rémy-lès-Chevreuse ⥋ Voisins-le-Bretonneux — Collège Hélène-Boucher                                                           | Gare de Saint-Rémy-lès-Chevreuse ⥋ Voisins-le-Bretonneux — Collège Hélène-Boucher                                                           | Gare de Saint-Rémy-lès-Chevreuse ⥋ Voisins-le-Bretonneux — Collège Hélène-Boucher                                                           | Gare de Saint-Rémy-lès-Chevreuse ⥋ Voisins-le-Bretonneux — Collège Hélène-Boucher                                                           |
| 5191  | Ouverture / Fermeture 4 septembre 2012 / — | Longueur — | Durée 25-30 min | Nb. d’arrêts 21 | Matériel Standards | Jours de fonctionnement L, Ma, Me, J, V | Jour / Soir / Nuit / Fêtes O / N / N / N | Voy. / an — | Dépôt — |
| 5191  | Desserte : - Villes et lieux desservis : Saint-Rémy-lès-Chevreuse, Magny-les-Hameaux et Voisins-le-Bretonneux - Gare desservie : Saint-Rémy-lès-Chevreuse | | | | | | | | |
| 5191  | Autre : - Zone traversée : 5 - Arrêts non accessibles aux UFR : — - Amplitudes horaires : La ligne est en service du lundi au vendredi en période scolaire de 7 h 40 à 9 h 5 puis de 16 h 20 à 17 h 45 (lundi, mardi, jeudi et vendredi) / de 12 h 25 à 12 h 50 (mercredi uniquement). - Date de dernière mise à jour : 28 avril 2018.                                                           | | | | | | | | |
| 5191  | Dernière actualisation : — | | | | | | | | |
| 5192  | Voisins-le-Bretonneux — La Bretonnière ⥋ Voisins-le-Bretonneux — Collège Champollion | Voisins-le-Bretonneux — La Bretonnière ⥋ Voisins-le-Bretonneux — Collège Champollion                                                        | Voisins-le-Bretonneux — La Bretonnière ⥋ Voisins-le-Bretonneux — Collège Champollion                                                        | Voisins-le-Bretonneux — La Bretonnière ⥋ Voisins-le-Bretonneux — Collège Champollion                                                        | Voisins-le-Bretonneux — La Bretonnière ⥋ Voisins-le-Bretonneux — Collège Champollion                                                        | Voisins-le-Bretonneux — La Bretonnière ⥋ Voisins-le-Bretonneux — Collège Champollion                                                        | Voisins-le-Bretonneux — La Bretonnière ⥋ Voisins-le-Bretonneux — Collège Champollion                                                        | Voisins-le-Bretonneux — La Bretonnière ⥋ Voisins-le-Bretonneux — Collège Champollion                                                        | Voisins-le-Bretonneux — La Bretonnière ⥋ Voisins-le-Bretonneux — Collège Champollion                                                        |
| 5192  | Ouverture / Fermeture 4 septembre 2012 / — | Longueur — | Durée 15 min | Nb. d’arrêts 13 | Matériel Standards et articulés | Jours de fonctionnement L, Ma, Me, J, V | Jour / Soir / Nuit / Fêtes O / N / N / N | Voy. / an — | Dépôt — |
| 5192  | Desserte : - Villes et lieux desservis : Voisins-le-Bretonneux et Montigny-le-Bretonneux | | | | | | | | |
| 5192  | Autre : - Zone traversée : 5 - Arrêts non accessibles aux UFR : — - Amplitudes horaires : La ligne est en service du lundi au vendredi en période scolaire de 8 h 5 à 9 h 20 puis de 16 h 15 à 17 h 30 (lundi, mardi, jeudi et vendredi) / de 12 h 45 à 13 h (mercredi uniquement). - Date de dernière mise à jour : 28 avril 2018.                                                              | | | | | | | | |
| 5192  | Dernière actualisation : — | | | | | | | | |
| 5193  | Gare de Saint-Rémy-lès-Chevreuse ⥋ Guyancourt — Eugène Viollet-le-Duc | Gare de Saint-Rémy-lès-Chevreuse ⥋ Guyancourt — Eugène Viollet-le-Duc                                                                       | Gare de Saint-Rémy-lès-Chevreuse ⥋ Guyancourt — Eugène Viollet-le-Duc                                                                       | Gare de Saint-Rémy-lès-Chevreuse ⥋ Guyancourt — Eugène Viollet-le-Duc                                                                       | Gare de Saint-Rémy-lès-Chevreuse ⥋ Guyancourt — Eugène Viollet-le-Duc                                                                       | Gare de Saint-Rémy-lès-Chevreuse ⥋ Guyancourt — Eugène Viollet-le-Duc                                                                       | Gare de Saint-Rémy-lès-Chevreuse ⥋ Guyancourt — Eugène Viollet-le-Duc                                                                       | Gare de Saint-Rémy-lès-Chevreuse ⥋ Guyancourt — Eugène Viollet-le-Duc                                                                       | Gare de Saint-Rémy-lès-Chevreuse ⥋ Guyancourt — Eugène Viollet-le-Duc                                                                       |
| 5193  | Ouverture / Fermeture 4 septembre 2012 / — | Longueur — | Durée 35-50 min | Nb. d’arrêts 30 | Matériel Standards et articulés | Jours de fonctionnement L, Ma, Me, J, V, S                                                                                                  | Jour / Soir / Nuit / Fêtes O / N / N / N | Voy. / an — | Dépôt — |
| 5193  | Desserte : - Villes et lieux desservis : Saint-Rémy-lès-Chevreuse, Magny-les-Hameaux, Voisins-le-Bretonneux et Guyancourt - Gare desservie : Saint-Rémy-lès-Chevreuse | | | | | | | | |
| 5193  | Autre : - Zone traversée : 5 - Arrêts non accessibles aux UFR : — - Amplitudes horaires : La ligne est en service en période scolaire du lundi au vendredi de 7 h 5 à 8 h 50 puis de 16 h 20 à 18 h 55 (lundi, mardi, jeudi et vendredi) / de 12 h 10 à 13 h 45 (mercredi uniquement) et le samedi de 7 h 15 à 8 h 50 puis de 11 h 10 à 12 h 50. - Date de dernière mise à jour : 28 avril 2018. | | | | | | | | |
| 5193  | Dernière actualisation : — | | | | | | | | |
| 5194  | Gare de Saint-Rémy-lès-Chevreuse ⥋ Montigny-le-Bretonneux — Collège Saint-François-d'Assise | Gare de Saint-Rémy-lès-Chevreuse ⥋ Montigny-le-Bretonneux — Collège Saint-François-d'Assise                                                 | Gare de Saint-Rémy-lès-Chevreuse ⥋ Montigny-le-Bretonneux — Collège Saint-François-d'Assise                                                 | Gare de Saint-Rémy-lès-Chevreuse ⥋ Montigny-le-Bretonneux — Collège Saint-François-d'Assise                                                 | Gare de Saint-Rémy-lès-Chevreuse ⥋ Montigny-le-Bretonneux — Collège Saint-François-d'Assise                                                 | Gare de Saint-Rémy-lès-Chevreuse ⥋ Montigny-le-Bretonneux — Collège Saint-François-d'Assise                                                 | Gare de Saint-Rémy-lès-Chevreuse ⥋ Montigny-le-Bretonneux — Collège Saint-François-d'Assise                                                 | Gare de Saint-Rémy-lès-Chevreuse ⥋ Montigny-le-Bretonneux — Collège Saint-François-d'Assise                                                 | Gare de Saint-Rémy-lès-Chevreuse ⥋ Montigny-le-Bretonneux — Collège Saint-François-d'Assise                                                 |
| 5194  | Ouverture / Fermeture 4 septembre 2012 / — | Longueur — | Durée 50 min | Nb. d’arrêts 37 | Matériel Standards | Jours de fonctionnement L, Ma, Me, J, V | Jour / Soir / Nuit / Fêtes O / N / N / N | Voy. / an — | Dépôt — |
| 5194  | Desserte : - Villes et lieux desservis : Saint-Rémy-lès-Chevreuse, Magny-les-Hameaux, Voisins-le-Bretonneux et Montigny-le-Bretonneux - Gare desservie :Saint-Rémy-lès-Chevreuse | | | | | | | | |
| 5194  | Autre : - Zone traversée : 5 - Arrêts non accessibles aux UFR : — - Amplitudes horaires : La ligne est en service du lundi au vendredi en période scolaire de 7 h 5 à 8 h 50 puis de 15 h 30 à 17 h 30 (lundi, mardi, jeudi et vendredi) / de 12 h 20 à 13 h 10 (mercredi uniquement). - Date de dernière mise à jour : 28 avril 2018.                                                           | | | | | | | | |
| 5194  | Dernière actualisation : — | | | | | | | | |
| 5195  | Guyancourt — Bouviers ⥋ Montigny-le-Bretonneux — Collège Saint-François-d'Assise | Guyancourt — Bouviers ⥋ Montigny-le-Bretonneux — Collège Saint-François-d'Assise                                                            | Guyancourt — Bouviers ⥋ Montigny-le-Bretonneux — Collège Saint-François-d'Assise                                                            | Guyancourt — Bouviers ⥋ Montigny-le-Bretonneux — Collège Saint-François-d'Assise                                                            | Guyancourt — Bouviers ⥋ Montigny-le-Bretonneux — Collège Saint-François-d'Assise                                                            | Guyancourt — Bouviers ⥋ Montigny-le-Bretonneux — Collège Saint-François-d'Assise                                                            | Guyancourt — Bouviers ⥋ Montigny-le-Bretonneux — Collège Saint-François-d'Assise                                                            | Guyancourt — Bouviers ⥋ Montigny-le-Bretonneux — Collège Saint-François-d'Assise                                                            | Guyancourt — Bouviers ⥋ Montigny-le-Bretonneux — Collège Saint-François-d'Assise                                                            |
| 5195  | Ouverture / Fermeture 4 septembre 2012 / — | Longueur — | Durée 30-35 min | Nb. d’arrêts 21 | Matériel Standards et articulés | Jours de fonctionnement L, Ma, Me, J, V | Jour / Soir / Nuit / Fêtes O / N / N / N | Voy. / an — | Dépôt — |
| 5195  | Desserte : - Villes et lieux desservis : Guyancourt et Montigny-le-Bretonneux | | | | | | | | |
| 5195  | Autre : - Zone traversée : 5 - Arrêts non accessibles aux UFR : — - Amplitudes horaires : La ligne est en service du lundi au vendredi en période scolaire de 7 h 25 à 8 h 50 puis de 15 h 30 à 17 h 10 (lundi, mardi, jeudi et vendredi) / de 12 h 20 à 12 h 50 (mercredi uniquement). - Date de dernière mise à jour : 1er octobre 2018.                                                       | | | | | | | | |
| 5195  | Dernière actualisation : — | | | | | | | | |
| 5196  | Voisins-le-Bretonneux — Collège Champollion ⥋ Buc — Lycée Franco-Allemand | Voisins-le-Bretonneux — Collège Champollion ⥋ Buc — Lycée Franco-Allemand                                                                   | Voisins-le-Bretonneux — Collège Champollion ⥋ Buc — Lycée Franco-Allemand                                                                   | Voisins-le-Bretonneux — Collège Champollion ⥋ Buc — Lycée Franco-Allemand                                                                   | Voisins-le-Bretonneux — Collège Champollion ⥋ Buc — Lycée Franco-Allemand                                                                   | Voisins-le-Bretonneux — Collège Champollion ⥋ Buc — Lycée Franco-Allemand                                                                   | Voisins-le-Bretonneux — Collège Champollion ⥋ Buc — Lycée Franco-Allemand                                                                   | Voisins-le-Bretonneux — Collège Champollion ⥋ Buc — Lycée Franco-Allemand                                                                   | Voisins-le-Bretonneux — Collège Champollion ⥋ Buc — Lycée Franco-Allemand                                                                   |
| 5196  | Ouverture / Fermeture 4 septembre 2012 / — | Longueur — | Durée 40-50 min | Nb. d’arrêts 31 | Matériel Standards | Jours de fonctionnement L, Ma, Me, J, V | Jour / Soir / Nuit / Fêtes O / N / N / N | Voy. / an — | Dépôt — |
| 5196  | Desserte : - Villes et lieux desservis : Voisins-le-Bretonneux, Montigny-le-Bretonneux, Magny-les-Hameaux, Guyancourt et Buc | | | | | | | | |
| 5196  | Autre : - Zone traversée : 5 - Arrêts non accessibles aux UFR : — - Amplitudes horaires : La ligne est en service du lundi au vendredi en période scolaire de 7 h 40 à 8 h 30 puis de 16 h 35 à 17 h 15 (lundi, mardi, jeudi et vendredi) / de 13 h 40 à 18 h 10 (mercredi uniquement). - Date de dernière mise à jour : 28 avril 2018.                                                          | | | | | | | | |
| 5196  | Dernière actualisation : — | | | | | | | | |
| 5197  | Montigny-le-Bretonneux — Collège Saint-François-d'Assise ⥋ Magny-les-Hameaux — Z.A. du Bois des Roches (matin) / Châteaufort — Place (soir) | Montigny-le-Bretonneux — Collège Saint-François-d'Assise ⥋ Magny-les-Hameaux — Z.A. du Bois des Roches (matin) / Châteaufort — Place (soir) | Montigny-le-Bretonneux — Collège Saint-François-d'Assise ⥋ Magny-les-Hameaux — Z.A. du Bois des Roches (matin) / Châteaufort — Place (soir) | Montigny-le-Bretonneux — Collège Saint-François-d'Assise ⥋ Magny-les-Hameaux — Z.A. du Bois des Roches (matin) / Châteaufort — Place (soir) | Montigny-le-Bretonneux — Collège Saint-François-d'Assise ⥋ Magny-les-Hameaux — Z.A. du Bois des Roches (matin) / Châteaufort — Place (soir) | Montigny-le-Bretonneux — Collège Saint-François-d'Assise ⥋ Magny-les-Hameaux — Z.A. du Bois des Roches (matin) / Châteaufort — Place (soir) | Montigny-le-Bretonneux — Collège Saint-François-d'Assise ⥋ Magny-les-Hameaux — Z.A. du Bois des Roches (matin) / Châteaufort — Place (soir) | Montigny-le-Bretonneux — Collège Saint-François-d'Assise ⥋ Magny-les-Hameaux — Z.A. du Bois des Roches (matin) / Châteaufort — Place (soir) | Montigny-le-Bretonneux — Collège Saint-François-d'Assise ⥋ Magny-les-Hameaux — Z.A. du Bois des Roches (matin) / Châteaufort — Place (soir) |
| 5197  | Ouverture / Fermeture 4 septembre 2012 / — | Longueur — | Durée 30-35 min | Nb. d’arrêts 21 | Matériel Standards | Jours de fonctionnement L, Ma, Me, J, V | Jour / Soir / Nuit / Fêtes O / N / N / N | Voy. / an — | Dépôt — |
| 5197  | Desserte : - Villes et lieux desservis : Montigny-le-Bretonneux, Guyancourt, Voisins-le-Bretonneux, Magny-les-Hameaux et Châteaufort | | | | | | | | |
| 5197  | Autre : - Zone traversée : 5 - Arrêts non accessibles aux UFR : — - Amplitudes horaires : La ligne est en service du lundi au vendredi en période scolaire de 7 h 20 à 8 h 50 puis de 15 h 30 à 17 h 10 (lundi, mardi, jeudi et vendredi) / de 12 h 20 à 12 h 50 (mercredi uniquement). - Date de dernière mise à jour : 28 avril 2018.                                                          | | | | | | | | |
| 5197  | Dernière actualisation : — | | | | | | | | |
| 5198  | (circulaire) Gare de Saint-Quentin ⥋ via Guyancourt | (circulaire) Gare de Saint-Quentin ⥋ via Guyancourt                                                                                         | (circulaire) Gare de Saint-Quentin ⥋ via Guyancourt                                                                                         | (circulaire) Gare de Saint-Quentin ⥋ via Guyancourt                                                                                         | (circulaire) Gare de Saint-Quentin ⥋ via Guyancourt                                                                                         | (circulaire) Gare de Saint-Quentin ⥋ via Guyancourt                                                                                         | (circulaire) Gare de Saint-Quentin ⥋ via Guyancourt                                                                                         | (circulaire) Gare de Saint-Quentin ⥋ via Guyancourt                                                                                         | (circulaire) Gare de Saint-Quentin ⥋ via Guyancourt                                                                                         |
| 5198  | Ouverture / Fermeture 1er septembre 2014 / — | Longueur — | Durée 25 min | Nb. d’arrêts 21 | Matériel Standards et articulés | Jours de fonctionnement L, Ma, Me, J, V | Jour / Soir / Nuit / Fêtes O / N / N / N | Voy. / an — | Dépôt — |
| 5198  | Desserte : - Villes et lieux desservis : Montigny-le-Bretonneux et Guyancourt - Gare desservie : Saint-Quentin-en-Yvelines - Montigny-le-Bretonneux | | | | | | | | |
| 5198  | Autre : - Zone traversée : 5 - Arrêt non accessible aux UFR : Les Genêts - Amplitudes horaires : La ligne est en service du lundi au vendredi en période scolaire de 8 h à 9 h 20 puis de 16 h à 17 h 30 (lundi, mardi, jeudi et vendredi) / de 12 h 30 à 12 h 55 (mercredi uniquement). - Date de dernière mise à jour : 1er octobre 2018.                                                      | | | | | | | | |
| 5198  | Dernière actualisation : — | | | | | | | | |
| 5199  | Les Clayes-sous-Bois — Rue des Dames ⥋ Villepreux — Lycée Sonia-Delaunay | Les Clayes-sous-Bois — Rue des Dames ⥋ Villepreux — Lycée Sonia-Delaunay                                                                    | Les Clayes-sous-Bois — Rue des Dames ⥋ Villepreux — Lycée Sonia-Delaunay                                                                    | Les Clayes-sous-Bois — Rue des Dames ⥋ Villepreux — Lycée Sonia-Delaunay                                                                    | Les Clayes-sous-Bois — Rue des Dames ⥋ Villepreux — Lycée Sonia-Delaunay                                                                    | Les Clayes-sous-Bois — Rue des Dames ⥋ Villepreux — Lycée Sonia-Delaunay                                                                    | Les Clayes-sous-Bois — Rue des Dames ⥋ Villepreux — Lycée Sonia-Delaunay                                                                    | Les Clayes-sous-Bois — Rue des Dames ⥋ Villepreux — Lycée Sonia-Delaunay                                                                    | Les Clayes-sous-Bois — Rue des Dames ⥋ Villepreux — Lycée Sonia-Delaunay                                                                    |
| 5199  | Ouverture / Fermeture — / — | Longueur — | Durée 5-30 min | Nb. d’arrêts 20 | Matériel — | Jours de fonctionnement L, Ma, Me, J, V | Jour / Soir / Nuit / Fêtes O / N / N / N | Voy. / an — | Dépôt — |
| 5199  | Desserte : - Villes et lieux desservis : Les Clayes-sous-Bois et Villepreux | | | | | | | | |
| 5199  | Autre : - Zone traversée : 5 - Arrêts non accessibles aux UFR : — - Amplitudes horaires : La ligne fonctionne du lundi au vendredi en période scolaire de 7 h 55 à 9 h 15 puis de 15 h 55 à 18 h 30 / de 11 h 40 à 13 h 40 (le mercredi uniquement). - Date de dernière mise à jour : 23 août 2016.                                                                                              | | | | | | | | |
| 5199  | Dernière actualisation : — | | | | | | | | |

### Lignes de soirée
| Ligne  | Caractéristiques | Caractéristiques                                          | Caractéristiques                                          | Caractéristiques                                          | Caractéristiques                                          | Caractéristiques                                          | Caractéristiques                                          | Caractéristiques                                          | Caractéristiques                                          |
| Soirée | Soirée Plaisir - Grignon | Soirée Plaisir - Grignon                                  | Soirée Plaisir - Grignon                                  | Soirée Plaisir - Grignon                                  | Soirée Plaisir - Grignon                                  | Soirée Plaisir - Grignon                                  | Soirée Plaisir - Grignon                                  | Soirée Plaisir - Grignon                                  | Soirée Plaisir - Grignon                                  |
| Soirée | Gare de Plaisir - Grignon ⥋ Desserte de la zone en soirée | Gare de Plaisir - Grignon ⥋ Desserte de la zone en soirée | Gare de Plaisir - Grignon ⥋ Desserte de la zone en soirée | Gare de Plaisir - Grignon ⥋ Desserte de la zone en soirée | Gare de Plaisir - Grignon ⥋ Desserte de la zone en soirée | Gare de Plaisir - Grignon ⥋ Desserte de la zone en soirée | Gare de Plaisir - Grignon ⥋ Desserte de la zone en soirée | Gare de Plaisir - Grignon ⥋ Desserte de la zone en soirée | Gare de Plaisir - Grignon ⥋ Desserte de la zone en soirée |
| ------ | --- | --------------------------------------------------------- | --------------------------------------------------------- | --------------------------------------------------------- | --------------------------------------------------------- | --------------------------------------------------------- | --------------------------------------------------------- | --------------------------------------------------------- | --------------------------------------------------------- |
| Soirée | Ouverture / Fermeture 8 janvier 2024 / — | Longueur —                                                | Durée —                                                   | Nb. d’arrêts 31                                           | Matériel —                                                | Jours de fonctionnement L, Ma, Me, J, V, S                | Jour / Soir / Nuit / Fêtes N / O / N / N                  | Voy. / an —                                               | Dépôt —                                                   |
| Soirée | Desserte : - Ville et lieux desservis : Plaisir et Les Clayes-sous-Bois - Gare desservie : Plaisir - Grignon |                                                           |                                                           |                                                           |                                                           |                                                           |                                                           |                                                           |                                                           |
| Soirée | Autre : - Zones traversées : 5 - Arrêts non accessibles aux UFR : — - Amplitudes horaires : La ligne fonctionne du lundi au samedi soir à raison de sept départs entre 22 h 10 et 0 h 35. - Substitution nocturne : Ce service remplace les lignes de journée et dépose les voyageurs aux arrêts demandés, sans itinéraire fixe. - Date de dernière mise à jour : 21 décembre 2023. |                                                           |                                                           |                                                           |                                                           |                                                           |                                                           |                                                           |                                                           |
| Soirée | Dernière actualisation : — |                                                           |                                                           |                                                           |                                                           |                                                           |                                                           |                                                           |                                                           |

## Gestion et exploitation
Les réseaux de transports en commun franciliens sont organisés par Île-de-France Mobilités. L'exploitation du réseau de bus de Saint-Quentin-en-Yvelines revient à Francilité Saint-Quentin-en-Yvelines depuis le 1er janvier 2023.

### Parc de véhicules

#### Dépôts
Les dépôts ont pour mission de stocker les différents véhicules, mais également d'assurer leur entretien préventif et curatif. L'entretien curatif ou correctif a lieu quand une panne ou un dysfonctionnement est signalé par un machiniste.
Les véhicules sont remisés dans les Centres Opérationnels Bus (COB) suivants :
- à Trappes, l'un au no 9 avenue Jean-Pierre Timbaud à la ZAI des Bruyères, l'autre à La Rigole;
- à Chevreuse, dans le hameau de Trottigny.

#### Détails du parc
Le réseau de bus de Saint-Quentin-en-Yvelines est doté d'un parc de véhicules composé de minibus, midibus, autobus standards, articulés et autocars interurbains:

#### Minibus
| Constructeur  | Modèle           | Nombre | Numéros de parc | Période de mise en service | Affectation | Observations                                 |
| ------------- | ---------------- | ------ | --------------- | -------------------------- | ----------- | -------------------------------------------- |
| Mercedes-Benz | Sprinter City 77 | 1      | 224009          | Depuis Décembre 2017       | 5112        | Ex-Cars Hourtoule depuis le 1er janvier 2023 |

#### Midibus
| Constructeur | Modèle        | Nombre | Numéros de parc | Période de mise en service         | Affectations        | Observations                                                                                              |
| ------------ | ------------- | ------ | --------------- | ---------------------------------- | ------------------- | --- |
| Heuliez Bus  | GX 127        | 2      | 213041 ; 223120 | Entre Juin 2009 et Septembre 2009  | 5112 5113 5115 5125 | 213041 : Ex-Transdev Ecquevilly depuis le 1er janvier 2023 223120 : Ex-STAVO depuis le 1er janvier 2023   |
| Heuliez Bus  | GX 137        | 5      | 223121-223125   | Entre Septembre 2014 et Avril 2015 | 5112 5115 5125      | 223121-223124 : Ex-STAVO depuis le 1er janvier 2023 223125 : Ex-Cars Hourtoule depuis le 1er janvier 2023 |
| Volvo        | 7900 L Hybrid | 1      | 221653          | Depuis Septembre 2016              | 5112 5115 5125      | Ex-Cars Perrier depuis le 1er janvier 2023                                                                |

#### Autobus standards
| Constructeur  | Modèle          | Nombre | Numéros de parc | Période de mise en service             | Affectations | Observations |
| ------------- | --------------- | ------ | --- | -------------------------------------- | --- | --- |
| Heuliez Bus   | GX 327          | 15     | 221561-221569 ; 221591 ; 221604-221608 | Entre Novembre 2010 et Décembre 2013   | 5101 5102 5103 5104 5105 5106 5107 5110 5113 5120 5121 5122 5123 5124 5125 5130 5131 5132 5133 5134 5140 5141 5142 5143 5144 5150 5151 5152 5188 5189 5190 5195 5198 | 221561-221569 : Ex-STIVO depuis le 1er janvier 2023 221591 : Ex-Moulins Mobilité depuis le 1er janvier 2023 221604-221608 : Ex-Cars Perrier depuis le 1er janvier 2023 |
| Heuliez Bus   | GX 337          | 12     | 221654 ; 221656-221666 | Entre Novembre 2016 et Août 2018       | 5101 5102 5103 5106 5107 5110 5111 5112 5113 5114 5120 5121 5122 5123 5124 5125 5133 5134 5142 5150 5151 5152 5183 5184 5185 5186 5187 5188 5189 5195 5198           | 221654, 221656, 221663-221666 : Ex-Moulins Mobilité depuis le 1er janvier 2023 221657-221662 : Ex-Cars Perrier depuis le 1er janvier 2023 |
| Heuliez Bus   | GX 337 Hybrid   | 4      | 221546 ; 221572-221573 ; 221652 | Entre Juin 2015 et Août 2016           | 5101 5102 5103 5106 5107 5110 5113 5114 5120 5121 5122 5123 5124 5125 5133 5134 5142 5150 5151 5152 5188 5189 5195 5198                                              | 221546 : Ex-STAVO depuis le 1er janvier 2023 221572-221573 : Ex-STIVO depuis le 1er janvier 2023 221652 : Ex-Cars Perrier depuis le 1er janvier 2023 |
| Iveco Bus     | Urbanway 12 GNV | 41     | 221135-221175 | Entre Octobre 2021 et Janvier 2022     | 5101 5102 5103 5106 5107 5110 5111 5113 5114 5120 5121 5122 5123 5124 5125 5133 5150 5151 5152 5188 5189 5198                                                        | Ex-Cars Perrier depuis le 1er janvier 2023 |
| MAN           | Lion's City A37 | 3      | 221599-221601 | Depuis Octobre 2011                    | 5101 5102 5103 5106 5107 5110 5113 5114 5120 5121 5122 5123 5124 5125 5133 5134 5142 5150 5151 5152 5188 5189 5195 5198                                              | Ex-Cars Perrier depuis le 1er janvier 2023 |
| Mercedes-Benz | Citaro C2       | 52     | 221543-221545 ; 221551-221560 ; 221570-221571 ; 221574-221583 ; 221585-221587 ; 221602-221603 ; 221616 ; 221618-221626 ; 221635-221643 ; 221645-221647 | Entre Novembre 2013 et Août 2018       | 5103 5104 5105 5106 5107 5130 5131 5132 5140 5141 5142 5143 5144 5145 5150 5151 5152 5188 5189 5190 5191 5192 5193 5194 5195 5196 5197                               | 221543-221545 : Ex-STAVO depuis le 1er janvier 2023 221551-221560, 221585-221587 : Ex-Cars Hourtoule depuis le 1er janvier 2023 221570 -221571, 221574-221583 : Ex-STIVO depuis le 1er janvier 2023 221602-221603 : Ex-Cars Perrier depuis le 1er janvier 2023 221616, 221618-221626, 221635-221643, 221645-221647 : Ex-SAVAC depuis le 1er janvier 2023 |
| Mercedes-Benz | Citaro Facelift | 14     | 221588-221590 ; 221592-221598 ; 221627-221630 | Entre Août 2011 et Octobre 2013        | 5103 5104 5105 5106 5107 5130 5131 5132 5140 5141 5142 5143 5144 5145 5150 5151 5152 5188 5189 5190                                                                  | 221588-221590, 221592-221598 : Ex-Cars Perrier depuis le 1er janvier 2023 221627-221630 : Ex-SAVAC depuis le 1er janvier 2023 |
| Setra         | S 415 NF        | 12     | 221536-221542 ; 221547-221550 ; 221584 | Entre Septembre 2011 et Septembre 2012 | 5103 5104 5105 5106 5107 5130 5131 5132 5140 5141 5142 5143 5144 5150 5151 5152 5188 5189 5190                                                                       | 221536-221542 : Ex-STAVO depuis le 1er janvier 2023 221547-221550, 221584 : Ex-Cars Hourtoule depuis le 1er janvier 2023 |
| Volvo         | 7900 Hybrid     | 1      | 221644 | Depuis Octobre 2016                    | 5103 5142 5150 5151 5152 5188 5189 5190 5191 5192 5193 5194 5195 5196 5197                                                                                           | Ex-SAVAC depuis le 1er janvier 2023 |

#### Autobus articulés
| Constructeur  | Modèle            | Nombre | Numéros de parc                        | Période de mise en service           | Affectations                                                                              | Observations |
| ------------- | ----------------- | ------ | -------------------------------------- | ------------------------------------ | ----------------------------------------------------------------------------------------- | --- |
| Heuliez Bus   | GX 427            | 1      | 222099                                 | Depuis Novembre 2010                 | 5103 5106 5107 5120 5121 5133 5134 5150 5151 5188 5189 5195 5198                          | Ex-Cars Perrier depuis le 1er janvier 2023 |
| Heuliez Bus   | GX 437            | 5      | 222117-222121                          | Depuis Septembre 2018                | 5103 5106 5107 5120 5121 5133 5134 5150 5151 5188 5189 5195 5198                          | Ex-Cars Perrier depuis le 1er janvier 2023 |
| Heuliez Bus   | GX 437 Hybrid     | 1      | 222112                                 | Depuis Août 2016                     | 5103 5106 5107 5120 5121 5133 5134 5150 5151 5188 5189 5195 5198                          | Ex-Cars Perrier depuis le 1er janvier 2023 |
| Irisbus       | Citelis 18        | 1      | 222098                                 | Depuis Novembre 2009                 | 5103 5106 5107 5120 5121 5133 5134 5150 5151 5188 5189                                    | Ex-Cars Perrier depuis le 1er janvier 2023 |
| Iveco Bus     | Urbanway 18 GNV   | 4      | 242022-242025                          | Entre Septembre 2024 et Février 2025 | 5106 5107                                                                                 | Véhicules arborant la nouvelle face avant de Iveco Bus |
| Mercedes-Benz | Citaro G C2       | 9      | 222108-222111 ; 222113-222116 ; 222122 | Entre Juin 2014 et Octobre 2018      | 5103 5104 5106 5107 5120 5121 5132 5133 5134 5150 5151 5188 5189 5192 5193 5195 5198 5145 | 222108-222110 : Ex-Cars Perrier depuis le 1er janvier 2023 222111, 222114, 222122 : Ex-Cars Hourtoule depuis le 1er janvier 2023 222113, 222115-222116 : Ex-SAVAC depuis le 1er janvier 2023 |
| Mercedes-Benz | Citaro G Facelift | 6      | 222102-222107                          | Entre Août 2011 et Octobre 2013      | 5103 5104 5106 5107 5120 5121 5132 5133 5134 5150 5151 5188 5189 5190 5195 5198           | 222102-222105, 222107 : Ex-Cars Perrier depuis le 1er janvier 2023 222106 : Ex-SAVAC depuis le 1er janvier 2023                                                                              |

#### Autocars interurbains
| Constructeur  | Modèle        | Nombre | Numéros de parc | Période de mise en service   | Affectations                                                | Observations |
| ------------- | ------------- | ------ | --------------- | ---------------------------- | ----------------------------------------------------------- | --- |
| Mercedes-Benz | Integro II M  | 2      | 227571-227572   | Depuis Novembre 2009         | 5101 5102 5110 5111 5112 5113 5183 5184 5185 5186 5187      | Ex-Transdev SETRA depuis le 1er janvier 2023                                                                     |
| Mercedes-Benz | Intouro II M  | 4      | 227566-227569   | Depuis Mai 2008              | 5101 5102 5110 5111 5112 5113 5183 5184 5185 5186 5187 5189 | Ex-Transdev SETRA depuis le 1er janvier 2023                                                                     |
| Mercedes-Benz | Intouro II ME | 1      | 227570          | Depuis Décembre 2008         | 5101 5102 5110 5111 5112 5113 5183 5184 5185 5186 5187      | Ex-Transdev Saint-Fargeau-Ponthierry depuis le 1er janvier 2023                                                  |
| Setra         | S 415 ÜL      | 11     | 227573-227583   | Entre Août 2012 et Août 2018 | 5101 5102 5110 5111 5112 5113 5183 5184 5185 5186 5187      | 227573-227577 : Ex-STAVO depuis le 1er janvier 2023 227578-227583 : Ex-Cars Hourtoule depuis le 1er janvier 2023 |

### Tarification et fonctionnement

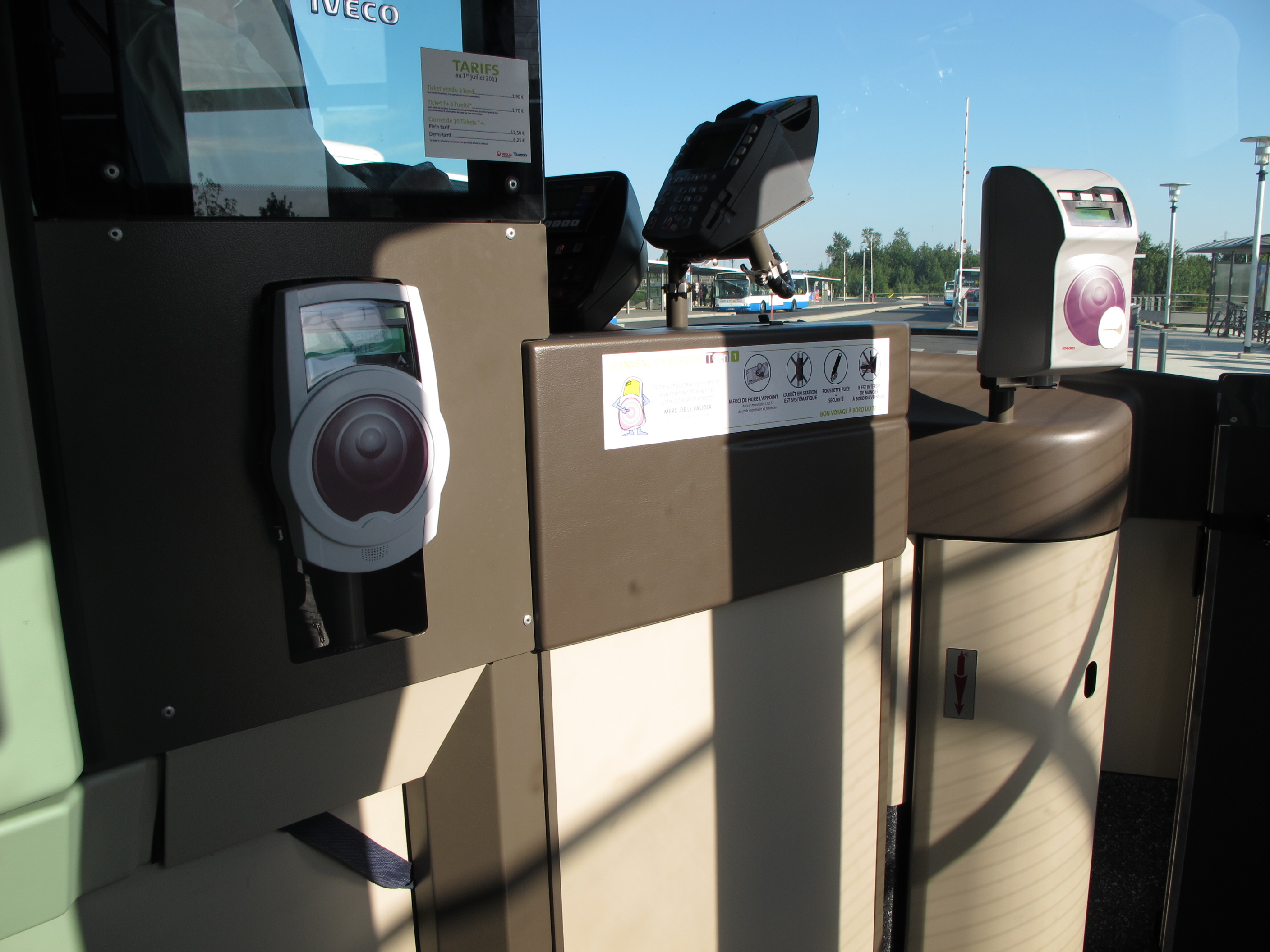
Validateurs pour passes Navigo (à gauche) et pour tickets carton (à droite) présents dans les bus et tramway.

La tarification des lignes d'autobus d'Île-de-France est unifiée et accessible avec les mêmes abonnements. Un ticket « bus-tram », qui remplace le ticket t+ au 1er janvier 2025, permet un trajet simple quelle que soit la distance, avec une ou plusieurs correspondances possibles avec les autres lignes de bus et de tramway pendant une durée maximale de 1 h 30 entre la première et dernière validation. En revanche, un ticket validé dans un bus ne permet pas d'emprunter le métro, ni le Transilien et le RER. Les lignes Orlybus et Roissybus, assurant de façon directe les dessertes aéroportuaires via autoroute, disposent d'une tarification spécifique mais sont accessibles avec les abonnements habituels.
Les tarifs des billets et abonnements dont le montant est limité par décision politique ne couvrent pas les frais réels de transport. Le manque à gagner est compensé par l'autorité organisatrice, Île-de-France Mobilités, présidée depuis 2005 par le président du conseil régional d'Île-de-France et composé d'élus locaux. Elle définit les conditions générales d'exploitation ainsi que la durée et la fréquence des services. L'équilibre financier du fonctionnement est assuré par une dotation globale annuelle aux transporteurs de la région grâce au versement mobilité payé par les entreprises et aux contributions des collectivités publiques.